# Tōrō

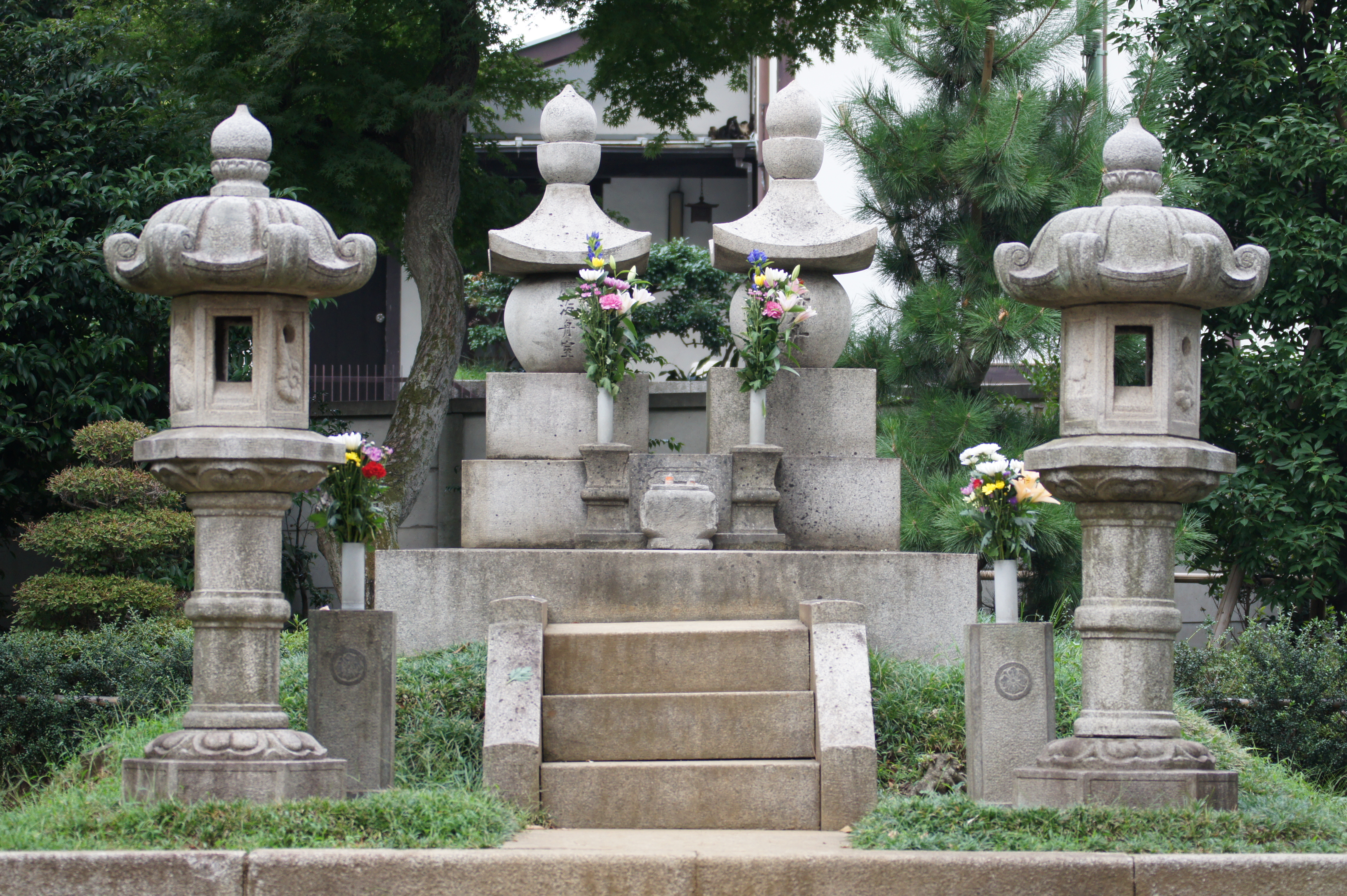
Graf van Katsu Kaishū met twee ishi-dōrō (stenen lantaarns) en daarachter twee massief stenen gorintō (pagodes)

Tōrō of dōrō（灯籠・燈籠・燈篭・灯篭・とうろう), letterlijk: lichttoren of lichtmand, is een traditionele Japanse lantaarn of lamp meestal voor gebruik buitenshuis, gemaakt van steen, metaal, hout, bamboe en papier. Naast de tōrō, zijn er de andon, een lantaarn voor gebruik binnenshuis, en de chōchin, een opvouwbare en draagbare lantaarn.
Een lantaarn voor buitengebruik bestaat uit een lichtbron in een armatuur: van onder naar boven uit een sokkel of basaal platform (dai of kiso), een schacht of zuil (sao), een centraal platform (chūdai of nakadai), met daarop een lamphuis of vuurkamer (hibukuro), een dakje of 'paraplu' (kasa), en een ornament: een samengestelde (sōrin) met een eindknop, het 'juweel' (hōju), maar bij veel typen lantaarns zijn niet alle onderdelen aanwezig. In Japan zijn verschillende typen lantaarns van diverse materialen gangbaar, zoals hangende metalen lantaarns, staande stenen lantaarns, olielantaarns met ijzeren of houten frames, draagbare lantaarns, en papieren lantaarns en lampions.
De vroegste lantaarns werden in de 6e eeuw met het boeddhisme vanuit China, via Korea, in Japan geïntroduceerd, waar Koreaanse ambachtslieden begonnen met het maken van lantaarns. Deze lantaarns werden, net als vele andere elementen van de Japanse traditionele architectuur, in de 6e eeuw tijdens de Asukaperiode in Japan via Korea geïntroduceerd vanuit China, waar ze nog steeds te vinden zijn in boeddhistische tempels en in Chinese tuinen. In Korea zijn lantaarns niet zo gebruikelijk als in China of Japan.
De meest voorkomende hoofdtypen tōrō die kunnen worden onderscheiden zijn: de tsuri-dōrō (釣灯籠, 吊り灯籠, letterlijk: visserslantaarn, hanglantaarn), die meestal aan de rand van een dak hangen; en de staande lantaarns dai-dōrō (of dai tōrō, 台灯篭, platformlantaarn) gebruikt in parken, tuinen en langs het pad (sandō) naar een shinto-heiligdom of boeddhistische tempel. De twee meest voorkomende soorten, die eruit kunnen zien als hangende lantaarns die op een voetstuk zijn geplaatst, zijn de bronzen lantaarns en de stenen lantaarns. De vorm van de stenen lantaarn (ishidōrō) is zeer divers. Stenen lantaarns worden in Japan beschouwd als een kunstvorm. Er is een grote variatie aan stijlen en ontwerpen, met weinig overeenkomsten tussen de uitersten, maar er is ten minste een vuur- of lichtkamer (hibukuro).

## Geschiedenis
De oudste nog bestaande bronzen en stenen lantaarns zijn te vinden in Nara. Taima-dera, een boeddhistische tempel in Katsuragi in prefectuur Nara, heeft een in de Naraperiode (710 - 794) gebouwde stenen lantaarn. Kasuga-taisha, een jinja eveneens is Nara, heeft een stenen lantaarn uit de hierop volgende Heianperiode heeft. Tijdens de Azuchi-Momoyamaperiode (1568-1600) werden stenen lantaarns populair gemaakt door theemeesters, die ze als tuinornamenten gebruikten om een gewenste sfeer te creëren. Al snel begonnen men naar behoefte nieuwe typen te ontwikkelen. In moderne tuinen hebben lantaarns een puur decoratieve functie en staan ze langs paden, in de buurt van water of bij monumenten en andere bouwwerken.
Oorspronkelijk werden lantaarns veelal gebruikt als votieflicht bij boeddhistische tempels en shinto-heiligdommen. Volgens de traditie werden lantaarns tijdens de Momoyamaperiode (1568 – 1603) geïntroduceerd in de Japanse theetuinen door de eerste grote theemeesters. In latere particuliere tuinen werden lantaarns puur als decoratie gebruikt. Lantaarns worden daarnaast gebruikt in tuinen, als bedrijfsdecoraties en dergelijke.

### Boeddhistische tempels
In Japan werden tōrō oorspronkelijk alleen bij boeddhistische tempels gebruikt om paden en boeddhabeelden te verlichten. Lantaarns werden vervolgens beschouwd als een offer aan Boeddha. In het Boeddhisme kent men vijf kosmologische elementen (godai, 五大, of godaigenso, 五大元素), waaruit alles is opgebouwd. In een tōrō in zijn volledige, oorspronkelijke vorm zijn de vijf elementen van de boeddhistische kosmologie vertegenwoordigd, zoals die duidelijk herkenbaar zijn in de gorintō (een type van Japanse pagode).
Het onderste stuk van de lantaarn, dat op de grond staat, vertegenwoordigt chi of Aarde; de volgende sectie staat voor sui of Water; ka of Vuur, wordt voorgesteld door het gedeelte dat het licht of de vlam van de lantaarn omhult, terwijl fū (Lucht of Wind) en kū (Leegte of Geest) worden voorgesteld door de laatste twee secties, het meest bovenaan en naar de hemel wijzend. De segmenten drukken het idee uit, dat na onze dood onze fysieke lichamen zullen terugkeren naar hun oorspronkelijke, elementaire vorm.
Japanse stenen lantaarns dateren uit de Naraperiode (710 – 794 AD) en de Heianperiode (794 – 1185 AD). Oorspronkelijk bevonden ze zich alleen bij boeddhistische tempels en andere plaatsen om Boeddhabeelden, paden en toegangen van de tempel te verlichten.
In oude tempels was het gebruikelijk om een lantaarn op de centrale as van het tempelcomplex (garan) te plaatsen. Als gevolg hiervan worden de overblijfselen van de lantaarns daarbuiten niet gezien, maar kunnen alleen vanaf de centrale as worden gezien.

### Shintoheiligdommen
Bij heiligdommen of shinto-schrijnen worden lantaarns gebruikt voor de "Mikashi" van het heiligdom, en als offergaven. De soorten lantaarns bij heiligdommen worden onderverdeeld in houten lantaarns, gouden lantaarns, stenen lantaarns, oeverlantaarns, hangende lantaarns en overige. Bij rituelen en nachtrituelen wordt het licht gedimd. De rechthoekig doosvormige schaduwlantaarns verbergen het licht te door slechts één opening te verlichten, zoals ter gelegenheid van de god van de dood, de ceremonie van de overtreding.

### Japanse tuinen
In de Japanse tuincultuur begon de toepassing en verdere ontwikkeling van stenen lantaarns en de waardering voor toepassing in parken en bij theeceremonies. De tuinlantaarns (niwa dōrō, 庭燈籠) zijn gewoonlijk stenen lantaarns en het gebruik er van begon in de Azuchi-Momoyama-periode. Bij de stenen lantaarns komen vooral de granieten voor. Er is dan meestal hoogstens één lantaarn aanwezig in een tuin.

## Opbouw van lantaarns
Een lantaarn heeft ten minste een vuurplaats of lampenkamer (hibukuro), zodat de eenvoudigste lantaarns alleen bestaan uit de vuurkamer met een dak. Deze vuurkamer is het onderscheidende element met Japanse pagodes.
De meer ingewikkelde lantaarns hebben vijf of meer op elkaar gestapelde elementen. Deze elementen of etages worden vaak etages, lagen of 'ringen' genoemd, en komen ten dele overeen met zoals die bij Japanse pagodes worden onderscheiden.
| - Zon-elementen - V. Ether, geest, leegte, Sora - Sōrin（相輪）, Kūrin（空輪）, Hōrin（宝輪） - IV. Lucht, wind, Fū, Kaze - Kasa（笠） - III. Vuur, Ka, Hi - Hibukuro（火袋） - Maan-elementen - II. Water, Sui, Mizu - Chūdai, Nakadai（中台）, Ukehachi（受鉢） - I. Aarde, Chi - Sao（竿）, Hashira（柱）, Chirin（地、ち） - - Kiso（基礎）, Dai（だい） - Kidan（基壇） |

De traditionele verlichtingsapparatuur van Japan omvat de andon (voor gebruik binnenshuis), de bonbori (een kleine andon), de chōchin (opvouwbare en draagbare lantaarn) en de tōrō (voor het gebruik buitenshuis). 
De eenvoudigste tōrō bestaan alleen uit de vuurkamer met een dak; de meer ingewikkelde lantaarns (zoals de tachigata tōrō) hebben vijf of meer op elkaar gestapelde 'ringen' (elementen), die daarmee verwijzen naar de samenstelling van Japanse pagoden. 
De belangrijkste onderdelen zijn van boven naar beneden: sōrin (vaak vereenvoudigd tot alleen een hōju, 'heilig juweel' met een ukebana, lotusbloem), kasa (dak), hibukuro (vuurkamer is per definitie aanwezig), chūdai (middenplatform), sao (zuil) en kiso (sokkel). De meeste onderdelen kunnen gestileerd of juist weer versierd zijn, vooral bij de gegoten metalen lantaarns. Bepaalde typen lantaarns worden juist onderscheiden op grond van het ontbreken van bepaalde onderdelen.
| - Sōrin（相輪）, Kūrin（空輪）, Kōrin（宝輪） - 1, A. Hōju（宝珠）'heilig juweel', Tama (玉、たま, bol) - (Kaen（火焔）, vlammen-decoratie) - Kakikubi（欠首） (nek) - B Ukebana（受花）('ontvangende bloem') - Fukubachi（伏鉢、覆鉢） Fusebachi, Fukuhatsu（ふくはつ） - 2, C. Kasa（笠）(dakje, paraplu) - Roban (露盤), shōroban (承露盤), masugata (枡形) - Kudarimune（降棟）(nok, dakrib) - Warabite（蕨手）(uitstekende hoekpunt) - 3, D. Hibukuro（火袋）(lampenkamer) - Kamiku（上区）(bovenndeel) - Nakaku（中区）(middendeel) - Ensō（円窓）(venster) - Higuchi（灯口、火口） - Shimoku（下区）(onderste deel) - 4, E. Chūdai, Nakadai（中台）(middenplatform), Ukehachi（受鉢） - Renben（蓮弁）(lotusbloem) - 5, F Sao（竿）, Hashira（柱） (schacht, zuil, kolom of paal) - Fushi（節）(een band van decoraties) - Ukeza（受座）(inkeping, scheiding met Kiso) - 6 Kiso（基礎）, Dai（だい）, Chirin（地、ち, platform) - Kaeribana（反花）(omgekeerde lotusbloem) - Kidan（基壇）(ondergrond, podium) | Kasuga-dōrō (stenen platformlantaarn) Yukimigata tōrō |

### Sōrin
Sōrin（相輪）, kūrin（空輪）of hōrin（宝輪） komt overeen met het vijfde en hoogste Boeddhistische kosmologische element: Ether of Geest. Het belangrijkste en soms het enige onderdeel is hōju, hōshu（宝珠）, waarnaar het geheel vaak genoemd wordt. Een sōrin vertegenwoordigt een volledige pagode (met de fukubachi in de vorm van een omgekeerde kom als als representatie van een stoepa). 
Onderdelen van de sōrin zijn, naast de altijd aanwezige hōju, vaak nog de daaronder liggende delen, zoals ukebana, kakikubi en fukubachi. De sōrin is zeer gevarieerd van opbouw. Bij stenen lantaarns is de sōrin meestal vereenvoudigd tot een bolvormige of druppelvormige hōju, staande in een ukebana (de 'ontvangende lotusbloem'), maar bij metalen lantaarns kan de sōrin bestaan uit meerdere onderdelen.
Een sōrin kan ook als zelfstandig bouwwerk als een pagode van het type sōrintō, die in allerlei varianten kan voorkomen en een hoogte tot enkele meters kan hebben.
Bij houten pagodes is gewoonlijk midden op het dak een gedetailleerd uitgevoerde sōrin te vinden, met soms nog vier extra sōrins op de hoeken van het dak.

#### Hōju
De hōju is een met een piron vergelijkbaar top-ornament, het 'juweel' of 'schat', in de vorm van een bol, een ui of een druppel. 
Bij stenen lantaarns is soms alleen het bol- of uivormige deel aanwezig, de hōju in stricte zin. Het staat in het midden van het dak (kasa), die vaak als afsluiting op de top van het dak een doosvormig roban ('dauwbekken') kan hebben.
Hōju vormt structureel min of meer een geheel met de ukebana. Het is globaal radiair symmetrisch van vorm, vaak in tegenstelling tot de eronder gelegen delen.
De term giboshi（擬宝珠） verwijst naar de hōju-vorm, vaak ook inclusief roban, fukubachi en/of kakikubi. Een giboshi is van brons, hout, messing, ijzer of steen en dient als een architecturale decoratie op verschillende plaatsen, zoals op leuningen, op daken, op grafmonumenten en op pagodes.
Hōju（宝珠）vertegenwoordigt, bevat of is het 'heilige juweel' of 'parel', dat de macht zou hebben om het kwaad te verdrijven, corruptie te reinigen en wensen te vervullen. Hōju is een bol (tama, 玉、たま) of heeft een druppel- of ui-vorm, de vorm van de knop van een lotusbloem. Bij gebruik als decoratie voor een lantaarn kan de punt van de bol spits zijn of afgerond, afhankelijk van de periode, van de stijl en van herkomst van de lantaarn. Hōju komt ook voor als decoratie op daken van pagodes en boeddhistische hallen, of als onderdeel van een sōrin. De hōju staat op een nek (kakikubi), die zelf weer op een omgekeerde bolle schotel (fukubachi) staat.
Enkele decoraties zijn kaen (vlamdecoratie) of ryū (draak).
Kaen（火焔）, vlamdecoratie, is een aureool, stralenkrans of nimbus in de vorm van vlamdecoraties op een bolle of uivormige hōju van metalen lantaarns. Ook de hōju op pagodes en boeddhistische hallen is meestal gemaakt van metaal en vaak versierd met vlamdecoraties. De hōju die is voorzien van een decoratie van opstijgende vlammotieven wordt kaen hōju genoemd.
Ryū, draak: Ryū（龍） is een draak die afgebeeld kan zijn op een (metalen) hōju. De draak is een mythologisch dier en kosmologisch symbool van Chinese oorsprong. De draak wordt geassocieerd met water en wordt vaak getoond als hij uit damp en wolken komt om regen te produceren. Draken leven in de lucht, en worden beschouwd als nauw verwant aan de hemel. Draken dienen vaak als een voertuig voor onsterfelijken en spelen een belangrijke rol in het taoïsme en in populaire volksovertuigingen. Draken zijn het van oudsher een symbool van keizerlijke macht. Ryūō (龍王, drakenkoning) zijn pre-boeddhistische slangen- of drakengoden (Sanskriet: Naga), die overgenomen zijn in boeddhistische religieuze teksten.
Kakikubi（欠首） is een verbindingsstuk in de vorm van een hals of nek. Een kakikubi komt voor onder de hōju en staat in de ukebana; daarnaast op de fukubachi waarop de ukebana staat. Kakikubi is ook een nekachtig gedeelte onder een paal met bolvormige bovenkant (giboshi). Een kakikubi werd vanaf het begin van de middeleeuwen gebruikt. Deze vorm wordt ook gebruikt op de torenspits van een pagode (sōrin).

#### Ukebana
Ukebana of ukehana（受花, ook geschreven als 請花, 受華, 請華 of 請華請華） of 'ontvangende bloem' symboliseert de heilige lotus en bestaat uit een krans van meestal met 8 goed herkenbare bloemblaadjes van de heilige lotus. Hieruit ontspringt de hōju (in engere zin).
Ukebana is een veelvoorkomende decoratie. Op pagodes bestaat de ukebana uit een enkele krans bloembladen, of uit een dubbele krans van bloembladen met de bovenste rij naar boven en de onderste rij naar beneden gericht. De ukebana kan ook worden gevonden onder de ringen bij een kurin (ringen) van een spits van een pagode (sōrin), onder heilige juweel (hōju), op de top van een stenen lantaarn (ishidōrō), of op het voetstuk (daiza) van een boeddhistisch standbeeld. De ukebana wordt ook gevonden onder de hōju op de tahōtō (een zes- of achthoekige, twee verdiepingen tellende pagode).
Op een boeddhistische voetstuk heeft de ukebana de vorm van een ronde en relatief platte open lotusbloem met zes of acht omgekeerde bloemblaadjes. De kaeribana is een vergelijkbare vorm waarvan de bloemblaadjes naar beneden gericht zijn, in tegenstelling tot die van de ukebana.

#### Fukubachi
Fukubachi（伏鉢, 覆鉢）, ook fukuhatsu（ふくはつ）genoemd, is de omgekeerde kom, omgekeerd koepelvormige basis voor een kakikubi (nek) en de lotusversiering (ukebana), met daarboven de rest van het 'juweel' (hōju). Een fukubachi vertegenwoordigt een miniatuur stoepa, met daarop de sōrin.
Het is een kleine, omgekeerd komvormige armatuur dat is geplaatst op een doosvormige deksel (roban) boven de top van een puntdak of op zes- of achtkantige daken, en op de zeshoekige of achthoekige hallen die meestal te vinden zijn bij boeddhistische tempels.

### Kasa
Kasa (笠, かさ) is het dak, kap of 'paraplu' van de lampenkamer. Het dak is een zeshoekige, vierkante of ronde, conische, piramidale of paddenstoelvormige paraplu die de vuurkast van boven afdekt en beschermt. Kasa komt overeen met het vierde Boeddhistische kosmologische element: Wind of Lucht.
De kasa is het deel van een lantaarn dat fungeert als een paraplu boven de lampenkamer (hibukuro). Het dak is een zeshoekige, vierkante of ronde, conische, piramidale of paddenstoelvormige paraplu die de vuurkast van boven afdekt en beschermt. Kasa (笠), letterlijk: paraplu, is een dakje. Gewoonlijk is de kasa vierkant of zeshoekig, slechts zelden achthoekig, en af en toe zijn ze rond. De daklijn is van boven naar de rand meestal in een hol-bol patroon geconstrueerd, maar het kan gewelfd zijn of een golvende omtrek hebben. Aan de kasa zijn vaak nog onderscheidbaar: de kudarimune, de ribben, en de warabite waaraan eventueel nog windklokken (fūrin) hangen.

#### Roban
Roban (露盤), afkorting van shōroban (承露盤, letterlijk: 'dauwbekken'), ook masugata (枡形) genoemd, is de doosachtige structuur die over een top van een dak is geplaatst. Roban dient als een standaard en is gemaakt van brons, steen of tegels. Oorspronkelijk slaat de naam op een hele torenspits of pinakel (sōrin), of op het druppel- of uivormige kroonornament (piron) hōju. Roban verwijst nu naar de doosvormige structuur die over een puntdak is geplaatst. Roban komt bij vooral voor bij daken: bij vierhoekige daken (hōgyō yane), zeshoekige daken (rokuchū yane of rokkaku yane) of achthoekig daken (hatchū yane of hakkaku yane) hebben een top van het dak waar de nokken samenkomen (sumikudarimune). Om lekken te voorkomen was een afdekking noodzakelijk. Het aantal zijden van een roban hangt af van het aantal secties die het dak vormen. De meeste waren vierkant, maar zeshoekige of achthoekige waren nodig wanneer het dak zes of acht secties heeft. De roban vormt de basis voor een complete met een pinakel of torenspits of met een kruisbloem vergelijkbare sōrin, die meestal bestaat uit zeven afzonderlijke delen die bovenop dit basisgedeelte werden geplaatst. Het levert ook een basis voor verschillende druppel- of ui-vormige hōju-vormen. Roban waren in de vroege eeuwen vrij laag in vergelijking met de hoogte van de later omgekeerd komvormige fukubachi, geplaatst op de roban . De proporties van de roban veranderden in latere periodes. Het was hoger en was vaak versierd met een meerlagige kōzama.

#### Kudarimune
Kudarimune (降棟) of hirakudarimune (平降棟) zijn de ribben als hoekkepers van het dak (kasa), de aflopende nokken of verhoogde stroken die vanaf de top van een dak naar de rand lopen. Deze nokken kunnen ontbreken, bijvoorbeeld als er een gladder, meer paddenstoelvormig dak is.

#### Warabiteenfūtaku
Warabite of warabide (蕨手) ('varenspruiten') zijn de omhoog krullende hoekenpunten van de ribben (kudarimune) van de kasa. De warabite is een ornament met een gebogen vorm als gekrulde varen-scheuten. Het is te vinden als onderdeel van het dak of 'paraplu' (kasa) van een lantaarn, maar ook op de onderste rand van versieringen van windveren (gegyo), op de lateien (kasagi) en nokken van leuningen (kōran).
 
Fūtaku (風鐸, ふうたく) verwant met fūrin (風鈴), zijn kleine decoraties in de vorm van een windklokjes of belletjes, die bij metalen lantaarns worden toegepast aan de warabite. De klokjes zouden een waarschuwende functie hebben voor slechte winden en ziekten.

### Hibukuro
Hibukuro (火袋) is de vuurkamer, lampenkamer of 'vuurzak', het hoofdgedeelte van de lantaarn, en de plaats waar het vuur wordt aangestoken. Hibukuro komt overeen met het derde boeddhistische kosmologische element: Vuur.
Hibukuro bestaat uit drie delen: kamiku, de bovenzijde; nakaku, het middenstuk; en shimoku, een met een rozet versierd onderste gedeelte van de lampkamer. In het middenstuk is er een venster naar de vuurkamer, ensō, en de zijvlakken met de lichtopeningen: higuchi. De hibukuro is cilindrisch, vierkant, zeshoekig of achthoekig. De vuurplaats bevindt zich onder het dak of 'paraplu' (kasa) van de lantaarn. Het vuur zelf wordt meestal geproduceerd door een oliekous aan te steken. De lichtopeningen zijn vaak geometrische basispatronen, maar kunnen kwart of halve manen en andere fantasierijke openingen omvatten. Heel vaak bedekt papier dat op een houten frame is geplakt de openingen om een zachte, aangename gloed te geven.
KamikuKamiku (上区) is het bovenste onderdeel van de vuurkamer van de Japanse lantaarn.
NakakuNakaku is het middenstuk van de hibukuro met de vuurkamer met:
- Ensō (円窓) is een venster, gebruikt als een aansteekopening in de zijvlakken van de vuurkamer van een Japanse lantaarn
- Higuchi (灯口, 火口) is een wandpaneel (met openingen voor het licht of gesloten met decoraties) van de zijvlakken (nakaku) van de vuurkamer, maar ook kan de vuurkamer als geheel wordt wel aangeduid met higuchi.

ShimokuShimoku (下区) is een soms met een rozet van bloemblad-motieven versierd, onderste gedeelte van de lampenkamer van een lantaarn (tōrō)

### Chūdai
Chūdai of nakadai (中台), uke 受, ukedai 受台, ukebachi, ukehachi 受鉢 of shumiza 須弥座 is het centrale of middelste platform onder de vuurkamer of vlamhouder (hibukuro) van een lantaarn. De chūdai is rond, vierkant, zeskantig of achtkantig. Hierop staat het volgende element, de vuurkamer. De chūdai komt overeen met het tweede Boeddhistische kosmologische element: Water.
RenbenRenben (蓮弁), letterlijk: bloemblad van de heilige lotus, is het geheel van decoratieve bloembladen van de lotusbloem aan de onderzijde van de chūdai. Soms is een renben aanwezig onder de vuurkamer in de vorm van een krans decoratieve bladen van de lotusbloem.

### Sao
Sao (竿, 棹) is een rechtopstaande schacht, pilaar, kolom, zuil of paal, rond, vierkant of zeskant in dwarsdoorsnede, soms met karakters of dierreliëfs versierd. Sao komt overeen met het eerste Boeddhistische kosmologische element: Aarde.
De sao ondersteunt alle er boven liggende delen van de lantaarn vanaf het middenplatform (chūdai), inclusief de vuurkist (hibukuro). In dwarse doorsnede is deze cirkelvormig, vierkant of zeskant. De sao is soms versierd, bijvoorbeeld met karakters of dierenmotieven, of er kan een decoratie van een of drie banden zijn (fushi, knopen) nabij het midden van de pilaar zijn, of is de pilaar daar op halve hoogte juist op zijn dunst.
Bij bepaalde typen lantaarns, die met hun schacht direct in de bodem zijn ingegraven, ontbreekt de sokkel of basale platform (kiso). Ook bij lantaarns van het type yukimi-dōrō ontbreekt de kiso en staat de lantaarn op één of meer poten. Er zijn ook typen lantaarns die staan op één enkele, scheefstaande (bij rankeigata tōrō), op twee (kotoji-dōrō), of op tot wel zes poten, of 'sneeuwkijkende' lantaarns (yukimi-dōrō). De hoofdtypen lantaarns worden grotendeels onderscheiden op grond van de aanwezigheid en de aard van hun sokkel of schacht (sao) en platform (kiso): platform-lantaarns, ingegraven lantaarns, zittende lantaarns en "sneeuwtonende lantaarns".
- Bij tachigata tōrō of platform-lantaarns staat de schacht op een basisplatform en een sokkel.
- Bij ikekomigata tōrō of ingegraven lantaarns of sokkellantaarns is de schacht direct in de grond geplaatst.
- Bij okigata tōrō of zittende lantaarns ontbreekt de sokkel of de schacht, en wordt de chūdai van de lantaarn direct op de grond gezet.
- Bij yukimigata tōrō of "sneeuwtonende lantaarns" is de schacht afwijkend gevormd en is het dak (kasa) gewoonlijk groot. Er zijn er weer veel subtypen lantaarns. De rankeigata tōrō staan op één enkele, scheefstaande poot of voet, kotoji-dōrō staan op twee poten, en er zijn andere typen op nog meer poten, drie tot zes stuks.

### Kiso
Kiso, jirin of dai (基礎) is het basale platform of de sokkel voor de lantaarn, de basis of het 'fundament' van de zuil. 
In het algemeen is kiso bij bouwwerken een onderliggende structuur die een daarboven gelegen structuur draagt. De kiso kan bij grotere lantaarns een tot zes treden hebben, vergelijkbaar met die van een kleine Japanse pagode of gorintō. Het basale platform of sokkel is gewoonlijk zeshoekig of rond. Er kan een decoratie aanwezig zijn, zoals de kaeribana, die bestaat uit een omgekeerd lotusmotief boven op de basis.
Staande lantaarns met een kiso of dai vormen de grote groep en worden platformlantaarns (dai-dōrō) genoemd. Deze kunnen van steen of van metaal zijn.
Ukeza (受座) is de vernauwing of inkeping tussen de sokkel (kiso) en de schacht (sao) van een Japanse lantaarn (tōrō).
Kaeribana (反花), afkorting van kaeribanaza (反花座), ook soribana (反り花), is bij lantaarns een omgekeerd lotusmotief, zoals dat onder andere te vinden is op de sokkel (kiso) van een Japanse lantaarns (tōrō). Er zijn eenvoudige eenlagige ontwerpen (isshu) en meer complexe meerlagige ontwerpen (hasshu). Het midden van elk bloemblad van het enkellaags type is in tweeën gedeeld; twee enkele bloembladen gelaagd op elkaar worden hasshu genoemd. De ruimtes tussen de bloembladen worden ingevuld met eenvoudige vormen die kobana worden genoemd.

### Kidan
Kidan (基壇) (of dai, 台) is bij lantaarns een onderste fundament of ondergrond, waarop de kiso staat. Een apart gevormde kidan is bij niet altijd aanwezig of te onderscheiden.
Kidan is tevens een speciaal type platform of podium, geassocieerd met boeddhistische tempelgebouwen uit de 7e tot de 12e eeuw. Stenen podia werden tot het einde van de 12e eeuw voornamelijk voor tempelgebouwen gemaakt. Een nieuw type podium, gemaakt van een met gips bedekte heuvel (kamebara) onder een gebouw dat was omgeven door een veranda, verving geleidelijk aan de stenen podia voor tempelgebouwen uit de vroege Heianperiode.

## Typen lantaarns
De hoofdcategorieën van Japanse lantaarns worden grotendeels onderscheiden op grond van het materiaalgebruik, maar vooral ook op grond van de aan- of afwezigheid van een sao (schacht of zuil) en kiso (platform of sokkel).
Bij de tōrō is altijd ten minste een vuurkamer (hibukuro) aanwezig, en bij afwezigheid van vuurkamers is er sprake van een Japanse pagode. Er worden op grond van de af- of aanwezigheid, de afmetingen en de vorm van de verschillende onderdelen (vooral: platform kiso, schacht sao, paraplu of dakje kasa)  van de lantaarn vele typen onderscheiden.
De traditioneel onderscheiden belangrijkste typen Japanse lantaarns, globaal ingedeeld op grond het gebruikte materiaal en van de aanwezige onderdelen in vijf basisontwerpen, zijn de stenen sokkel- of platformlantaarns (tachigata tōrō), ingegraven lantaarns (ikekomigata tōrō), zittende lantaarns (okigata tōrō), sneeuwtonende of sneeuwziende lantaarns (yukimigata tōrō), en de hangende metalen lantaarns (tsurigata tōrō). Daarnaast zijn er nog enkele typen van andere materialen te onderscheiden, onder andere de staande metalen, de houten en de porseleinen lantaarns.
| Hoofdtypen traditionele Japanse tōrō op grond van de onderdelen |
| --- |
| - hibukuro (lichtkamer) aanwezig: Tōrō (traditionele Japanse lantaarn) - sao (schacht) aanwezig (grotere en hogere lantaarns) - Dai-dōrō: kiso (sokkel) aanwezig (sokkel- of platformlantaarn) - Ikekomigata tōrō: kiso afwezig ('ingegraven' of schacht-lantaarn) - Yukimigata tōrō: sao met kiso in aangepaste vorm (als 1-6 voeten), en kasa (dakje) meest breed: ('sneeuwtonende' lantaarns) - sao afwezig (kleine en lage lantaarns zonder schacht of zuil) - Okigata tōrō (zittende, stenen lantaarn) - Tsurigata tōrō (hangende, metalen lantaarn) - Tōgata tōrō: lantaarn met pagode-model (pagodelantaarn) - hibukuro ontbreekt bij een Tō (pagode) |

Ook het voorkomen bij beroemde tempels en heiligdommen of kastelen, of het gebruikt in historische Japanse tuinen, of het gebruikt door theemeesters en invloedrijke persoonlijkheden kan de naam gegeven hebben aan bepaalde typen lantaarns.
Naast de andon, de chōchin en de bonbori zijn in Japan verscheidene andere typen traditionele lantaarns populair of populair geweest. Op grond van de gebruikte materialen kunnen worden onderscheiden de zeer diverse stenen lantaarns (ishi-dōrō), de metalen lantaarns (kinzoku tōrō), en de lantaarns, gemaakt van hout, bamboe en papier (mokusei tōrō). Deze termen slaan op het gebruikte materiaal en worden dus elk voor verschillende hooftypen gebruikt.
| Traditionele lantaarns in Japan, hoofdgroepen. | Traditionele lantaarns in Japan, hoofdgroepen. | Traditionele lantaarns in Japan, hoofdgroepen. | Traditionele lantaarns in Japan, hoofdgroepen. | Traditionele lantaarns in Japan, hoofdgroepen. | Traditionele lantaarns in Japan, hoofdgroepen. |
| Onderdelen tōrō                                | Onderdelen tōrō                                | Onderdelen tōrō                                | Traditionele materialen                        | Traditionele materialen                        | Traditionele materialen                        |
| ---------------------------------------------- | ---------------------------------------------- | ---------------------------------------------- | ---------------------------------------------- | ---------------------------------------------- | ---------------------------------------------- |
| platform, sokkel                               | schacht, zuil                                  | opmerkingen                                    | steen ↓ Ishi-dōrō ↓                            | metaal ↓ Kana dōrō ↓                           | hout, bamboe                                   |
| kiso, dai, jirin                               | sao                                            | \| plat- form- lan- taarns \| → Dai-dōrō → \|  | Tachigata tōrō                                 | Kinzoku tōrō                                   | Mokusei tōrō                                   |
| kiso, dai, jirin                               | sao                                            | \| plat- form- lan- taarns \| → Dai-dōrō → \|  | Nozura-dōrō                                    | Kinzoku tōrō                                   | Mokusei tōrō                                   |
| –                                              | ingegraven                                     | schachtlantaarns                               | Ikekomigata tōrō                               | …                                              | Mokusei tōrō                                   |
| → 1-6 benen                                    | → 1-6 benen                                    | kasa groot                                     | Yukimigata tōrō                                | …                                              | Andon Bonbori Chōchin                          |
| –                                              | –                                              |                                                | Okigata tōrō                                   | Tsurigata tōrō                                 | Andon Bonbori Chōchin                          |
| aangepaste pagode (tō)                         | aangepaste pagode (tō)                         | aangepaste pagode (tō)                         | Tōgata tōrō                                    | Tōgata tōrō                                    | Andon Bonbori Chōchin                          |
| plat- form- lan- taarns                        | → Dai-dōrō →                                   |                                                |                                                |                                                |                                                |

Stenen lantaarns
Ishi-dōrō (石灯籠) zijn stenen lantaarns, die voor het eerst zijn gebruikt als votieflicht bij Boeddhistische tempels en Shinto-heiligdommen. Later werden ze gebruikt om de grond van deze religieuze gebieden te verlichten. Seculier gebruik begon in de 16e eeuw, toen stenen lantaarns door theemeesters werden gebruikt voor tuinen rondom hun theehuizen. Er zijn enkele hoofdcategorieën van stenen lantaarns op basis van algemene vormen en meer dan 75 subcategorieën. Ze hebben allemaal een hol bovenste gedeelte dat het licht bergt: de vuurplaats (hibukuro). Stenen lantaarn zijn weerbestendig, maar kunnen gevoelig zijn voor aardschokken.
- Tachigata tōrō (立ち灯籠), 'sokkellantaarns' of 'platformlantaarns', zijn grote lantaarns met een sokkel, van het type tachidōrō.
- Nozura-dōrō (野面灯籠) zijn van ruwe stenen gemaakte, ongepolijste, natuurlijk uitziende lantaarns.
- Ikekomigata tōrō (活け込み燈籠) zijn 'ingegraven lantaarns', dus type zonder zonder sokkel (kiso), bijvoorbeeld misaki tōrō.
- Yukimigata tōrō (雪見燈籠), 'sneeuwtonende lantaarns', zijn lantaarns met een groot dak, op één (rankei-dōrō), twee (kotoji-dōrō), of drie tot zes poten, of 'sneeuwkijkende' lantaarns (yukimi-dōrō).
- Okigata tōrō (置き燈籠) zijn kleine, neergezette, pootloze lantaarns van het type oki-dōrō, zoals misaki tōrō en temari-dōrō.
- Tōgata tōrō (塔形灯籠), sekidōgata ishidōrō of tōdōrō zijn pagodelantaarns, een afwijkend type lantaarn met gestapelde daken en met meerdere licht-kamers. Bovenop bevindt zich een sōrin (een soort pinakel), zoals deze te vinden zijn op Japanse pagodes (tō).

Metalen lantaarns
Metalen lantaarns zijn gemaakt van gietijzer, brons of koper.
- Kinzoku tōrō (金属灯篭) zijn metalen sokkellantaarns, meestal van brons of ijzer (kana-dōrō), soms verguld (kondō-dōrō).
- Tsurigata tōrō (釣灯籠・掻灯・吊り灯籠) zijn hangende lantaarns van metaal, meestal brons of ijzer, en werden opgehangen aan de hoekranden aan paleisachtige woningen, tempels en heiligdommen.

Houten lantaarns
Mokusei tōrō (木製灯篭) zijn houten, staande lantaarns, met sokkel of met hun schacht direct in de grond geplaatst. Door de aard van het materiaal zijn er nog weinig oude houten lantaarns bewaard gebleven.
Porseleinen lantaarns
Jiki no tōrō zijn porseleinen lantaarns. Jiki no tōrō komen maar weinig voor.
| Tōrō - variatie bij Japanse lantaarns |
| --- |
| - Tachigata tōrō (Himeji castle) - Ikekomigata tōrō (type Kirishitan-dōrō met een reliëf en Lhq-monogram) - Nozura-dōrō in een mostuin - Yukimigata tōrō met drie poten - Yukimigata tōrō met twee poten (kotoji-dōrō) - Okigata tōrō zittende lantaarn - Sekidōgata ishidōrō, pagodelantaarn (met sōrin) - Tsuri-dōrō hangende metalen lantaarn - Kinzoku tōrō, ijzeren lantaarn, Fujii-dera (tempel) - Jiki no tōrō, porseleinen lantaarn uit Seto in een museum in Reims |

De Japanse stenen lantaarns in de historische Japanse tuinen hebben geen vast ontwerp, maar ze hebben vaak de vorm van miniatuur pagodes (tō) van heiligdommen en tempels, compleet met een middenpodium (chūdai) en een breed uitlopend dak (kasa). Verschillende variaties zijn genoemd naar de pagodes waar hun prototypes ooit bestonden, zoals Kasuga, Nigatsu-do, terwijl eenvoudigere lantaarns vaak de naam dragen van een theemeester met wie ze zijn geassocieerd.

## Overzicht platformlantaarns
| - dai-dōrō - platformlantaarns - ishi-dōrō - stenen lantaarns - tachigata tōrō - tempel-lantaarn - nozura-dōrō - kinzoku tōrō - metalen lantaarns - jiki no tōrō - porseleinen lantaarns - mokusei tōrō - houten lantaarns |

Dai-dōrō (台灯篭, 台灯籠) is een algemene naam voor staande platformlantaarns. De meestal van steen gemaakte lantaarns worden ishi-dōrō (stenen lantaarn) genoemd. Yukimigata tōrō, Tōgata tōrō en Ikekomigata tōrō zijn verdere grote lantaarn. Stenen lantaarns werden eerst gebruikt als votieflichten bij tempels en heiligdommen. Later werden ze gebruikt om de grond van deze religieuze gebieden te verlichten. Seculier gebruik begon in de 16e eeuw toen stenen lantaarns door theemeesters (gastheren bij Japanse theeceremonie) werden gebruikt voor tuinen rondom hun theehuizen. De vuurkamers hebben een uitgehold bovenste gedeelte dat een licht vasthoudt. Er zijn meerdere hoofdcategorieën van stenen lantaarns op basis van algemene vormen en meer dan 75 subcategorieën. Stenen lantaarns kunnen worden ingedeeld in vijf veelvoorkomende basisgroepen.
| Dai-dōrō - platformlantaarns van steen                                          | Dai-dōrō - platformlantaarns van steen                                                                                  |
| ------------------------------------------------------------------------------- | --- |
| - Een Kaku-dōrō (角灯籠), een vierkante lantaarn - Een stenen lantaarn in Korea | - Tachi-dōrō van het kasuga-dōrō-type - 18e-eeuwse Japanse lantaarn bij Powers Hall, University of North Alabama campus |

### Ishi-dōrō, stenen lantaarns
Ishi-dōrō (石灯籠, 石燈籠) is een stenen lantaarn (Tōrō). Ishi-dōrō werd oorspronkelijk met boeddhisme vanuit China via Korea naar Japan gebracht, in de Asukaperiode als een votieflamp geplaatst voor een Boeddhahal, en uit de Heianperiode is het zowel bij Shinto-heiligdommen als bij boeddhistische tempels gebruikt. De toepassing dateert vooral in de Japanse tuin uit de ontwikkeling van de theetuinstijl in het Momoyama-tijdperk en vanaf de Edoperiode is het een essentiële tuinfaciliteit geweest.
Voor wat betreft de horizontale omtrek van de vuurkamer (hibukuro) of van het dak (kasa), het achthoekige type verscheen in de Naraperiode, het zeshoekige type van de late Heianperiode tot de Kamakuraperiode, het vierkante type in het midden van Kamakuraperiode, en driehoekige, ronde en onregelmatige vormen verschenen aan het begin van de Edoperiode.
| Ishi-dōrō - stenen lantaarns |
| --- |
| - Kanzaki Konpira Ishi-dōrō - Morikami Museum and Japanse tuinen Ishi-dōrō - Otani Ishi-dōrō - Tozenji Ishi-dōrō - Ruïnes van Nan'yo Shrine Ishi-dōrō - Tenjinja Ishi-dōrō - Ishi-dōrō bij het water - Als vuurtoren gebruikte lantaarn |

### Kinzoku tōrō, metalen platformlantaarns
Kinzoku tōrō（金属灯篭） of Kana-dōrō (金燈籠) zijn lantaarns, gemaakt van gegoten metaal: koper, brons of ijzer. Deze lantaarns kunnen ook nog verguld zijn.
Kondō-dōrō (金銅燈籠) zijn vergulde, bronzen lantaarns met een lange geschiedenis in Japan, maar ze zijn niet zo gebruikelijk of zo divers als de stenen lantaarns (ishi-dōrō). In hun klassieke vorm zijn ook deze lantaarns te verdelen in secties die de vijf elementen van de boeddhistische kosmologie vertegenwoordigen: Aarde, Water, Wind of Lucht, Ether of Geest.
| Kana-dōrō - metalen platformlantaarns                                                                                     |
| --- |
| - IJzeren lantaarn, Fujii-dera tempel - Vergulde gietijzeren lantaarn - Een draaiende bronzen lantaarn bij Nikkō Tōshō-gū |

### Porseleinen lantaarns
Porseleinen lantaarns (磁器の灯籠, jiki no tōrō) zijn onder andere gemaakt in Seto en in Arita, centra waar blauw porselein wordt gemaakt.
| Jiki no tōrō - porseleinen platformlantaarns                                                       |
| -------------------------------------------------------------------------------------------------- |
| - Porseleinen lantaarn bij de Matsubara-schrijn - Porseleinen lantaarn uit Seto in museum in Reims |

### Mokusei tōrō
Er zijn verschillende typen houten lantaarns (木製灯篭, mokusei tōrō), die vooral in tuinen worden gebruikt. In verband met het materiaalgebruik zijn er minder historische houten lantaarns.
Tomayagata tōrō (苫屋形燈籠) is een houten lantaarn, zonder kiso, chūdai of hoju, wel met paal (sao), vuurkamer (hibukuro) en een rietgedekt zadeldak (kasa). Het wordt onder andere in tuinen geplaatst waar een pad een bocht maakt.
Tasoyagata tōrō (誰屋形燈籠) of "Wie gaat daar?-lantaarn" is een houten lantaarn, die oorspronkelijk gebruikt werd als een lantaarn langs wegen en paden. De tasoyagata tōrō wordt daar geplaatst in de tuin op punten waar paden zich splitsen, en op vergelijkbare plaatsen.
| Houten lantaarns |
| --- |
| - Kuroki-tōrō (Reiwa Daijokyu) - Kasuga Taisha, Nara - Houten lantaarn in Ozaki-jinja, Kanazawa. - Traditionele Japanse houten lantaarn in een Shintoschrijn |

## Tachigata tōrō

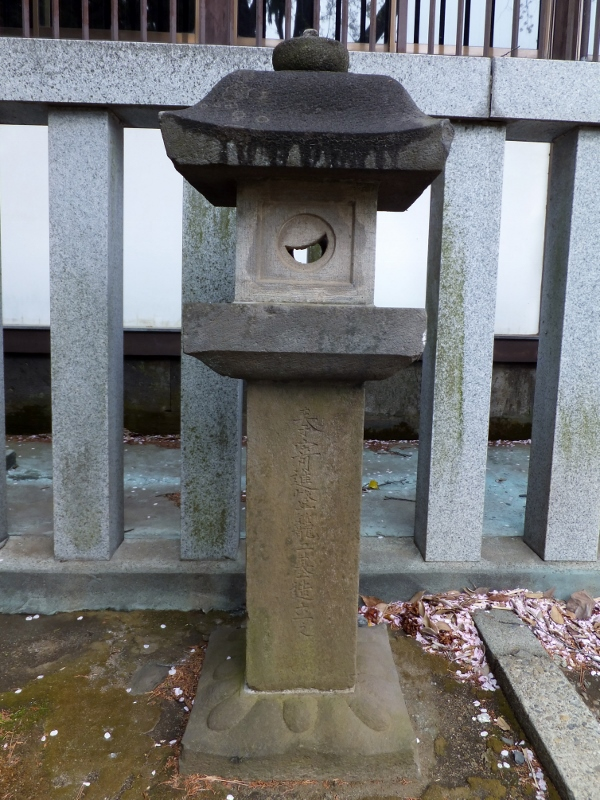
Jodono Miyatachigata tōrō

Tot Tachigata tōrō, (立ち灯籠, platform- of sokkel-lantaarns) wordt een variatie aan stenen platformlantaarns gerekend, zoals: Enshūgata tōrō, Kasuga-dōrō (Kasuga lantaarns / tempellantaarns), Miyatachigata tōrō (vierkante lantaarns, schrijnlantaarns), Okunoingata tōrō, Sangatsudōgata tōrō, Shiratayūgata tōrō, Shinzengata tōrō, Uzumasagata tōrō, Yose-dōrō (samengestelde stenen lantaarns), Yūnoki-dōrō (citroenboom-lantaarns) en Zendōjigata tōrō.
Enshūgata tōrōEnshūgata tōrō heeft de naam gekregen van naar de enshū-dōrō lantaarns. Enshūgata tōrō (遠州形灯籠) is een type tuinlantaarn. Een enshūgata tōrō is over het algemeen zeskantig en heeft een opvallend hoge kap (kasa) (als een uitgerekte bolhoed) met hoekrollen (warabite), en korte stam (sao). De vuurkamer (hibukuro) heeft arabeske oppervlaktedecoraties van Chinees gras- of bloemenmotief (karakusamon). Enshūgata tōrō is vergelijkbaar met de Kasuga-dōrō.
| Enshū-dōrō                                                 |
| ---------------------------------------------------------- |
| - Enshū-dōrō - Nuresagi-dōrō - Lantaarns in de Enshū-stijl |

De lantaarn is genoemd naar Kobori Enshū (小堀遠州), een pseudoniem van Kobori Masakazu (小堀政一). Hij gebruikte ook het pseudoniem Kohō. Kobori Enshū was een feodale heer uit de vroege Edo-periode (1603 – 1868). Hij is vooral bekend geworden als architect en tuinontwerper onder andere voor het keizerlijke huishouden.
Eto-dōrōEto-dōrō, Eto's lantaarn, is een op kasuga-dōrō gelijkende stenen lantaarn. De schacht is in het midden het dikst.
| Enshū-dōrō en Kasuga-dōrō-prototype                                                                                     |
| --- |
| - Eto-dōrō te Briarcliff. - Kasuga-dōrō met: a = kidan; b = kiso; c = sao; d = chūdai; e = hibukuro; f = kasa; g = hōju |

Kasuga-dōrōKasuga-dōrō (春日燈籠), tempellantaarn of Kasuga lantaarn, wordt gezien als het prototype van een 'volledige', stenen lantaarns (Ishi-dōrō), zoals deze te vinden zijn bij het heiligdom van Kasuga in Nara. Kasuga-dōrō is vernoemd naar Kasuga-taisha, en is veel voorkomende type van hoge en smalle lantaarns bij tempels en bij heiligdommen. Ze worden vaak gevonden in de buurt van de tweede torii van een sjintoheiligdom.
De sokkel (kiso) en het middenplatform (chūdai) zijn zeshoekig van vorm en hebben een versiering van lotusbloemblaadjes (renben). De stam (sao) is cilindrisch.
De vuurkamer (hibukuro) is vierkant of zeshoekig. Twee zijden van de vuurkamer kunnen geopend om een olielamp toe te laten (ensō); de resterende vier zijden worden respectievelijk gesneden met een hert, een hinde, de zon en de maan. De vuurkist (hibukuro) is zeshoekig en heeft gravures die herten, de zon of de maan voorstellen.
De paraplu (kasa) is klein en heeft zes of acht zijden met warabite op de hoeken. Het dak wordt bekroond door een sierknop, het 'heilige juweel' (hōju) op een omgekeerd komvormige basis (fukobachi).
| Kasuga-dōrō |
| --- |
| - Sandō van Kasuga Grand Shrine Kasuga-dōrō - Ikeda-shi tuin - Briarcliff - Kasuga-dōrō - kiso met treden - Taisha - Taisha |

Miyatachigata tōrōMiyatachigata tōrō (宮立形燈籠) worden vierkante lantaarn of schrijnvormige lantaarn genoemd. Het zijn stenen lantaarns. Miyatachigata tōrō heeft een piramidevormig dak (kasa) dat in de hoeken naar boven buigt (warabite). De vuurkamer (hibukuro) daaronder is aan alle vier de zijden open.
| Miyatachigata tōrō - vierkante lantaarns     |
| -------------------------------------------- |
| - Kasuga Taisha - Nara - Kasuga Grand Shrine |

Shinzengata tōrōShinzengata tōrō (神前形灯籠) is een lantaarntype dat werd ontworpen na de Edo-periode voor exclusief gebruik voor votieflichten bij heiligdommen. Het wordt niet in tuinen gebruikt. Deze vierzijdige lantaarns zijn tamelijk hoog; de stam (sao) is kort en is breder aan de boven- en onderkant. De sokkel (kiso) is opgebouwd uit twee of drie niveaus. Om de lantaarn aan te kunnen steken worden soms treden toegevoegd.
| Shinzengata tōrō - votieflantaarn |
| --- |
| - Ashimori schrijn - Iwazu-ten'man-gū Shintō Shrine - Itsukushima lantaarn en torii - Pad met lantaarns naar Kamishikimi Kumanoimasu Shrine - Hashimoto Touge vuurtoren - Itsukushima lantaarn |

## Nozura-dōrō, ruw-stenen lantaarns,
Nozura-dōrō (野面灯籠) zijn lantaarns gemaakt met ruwe, ongepolijste stenen. Ze worden vaak in tuinen geplaatst. In de Japanse tuincultuur begon de toepassing en verdere ontwikkeling van stenen lantaarns en de waardering voor toepassing in parken en bij theeceremonies.

Nozura-dōrō - ruw-stenen lantaarns
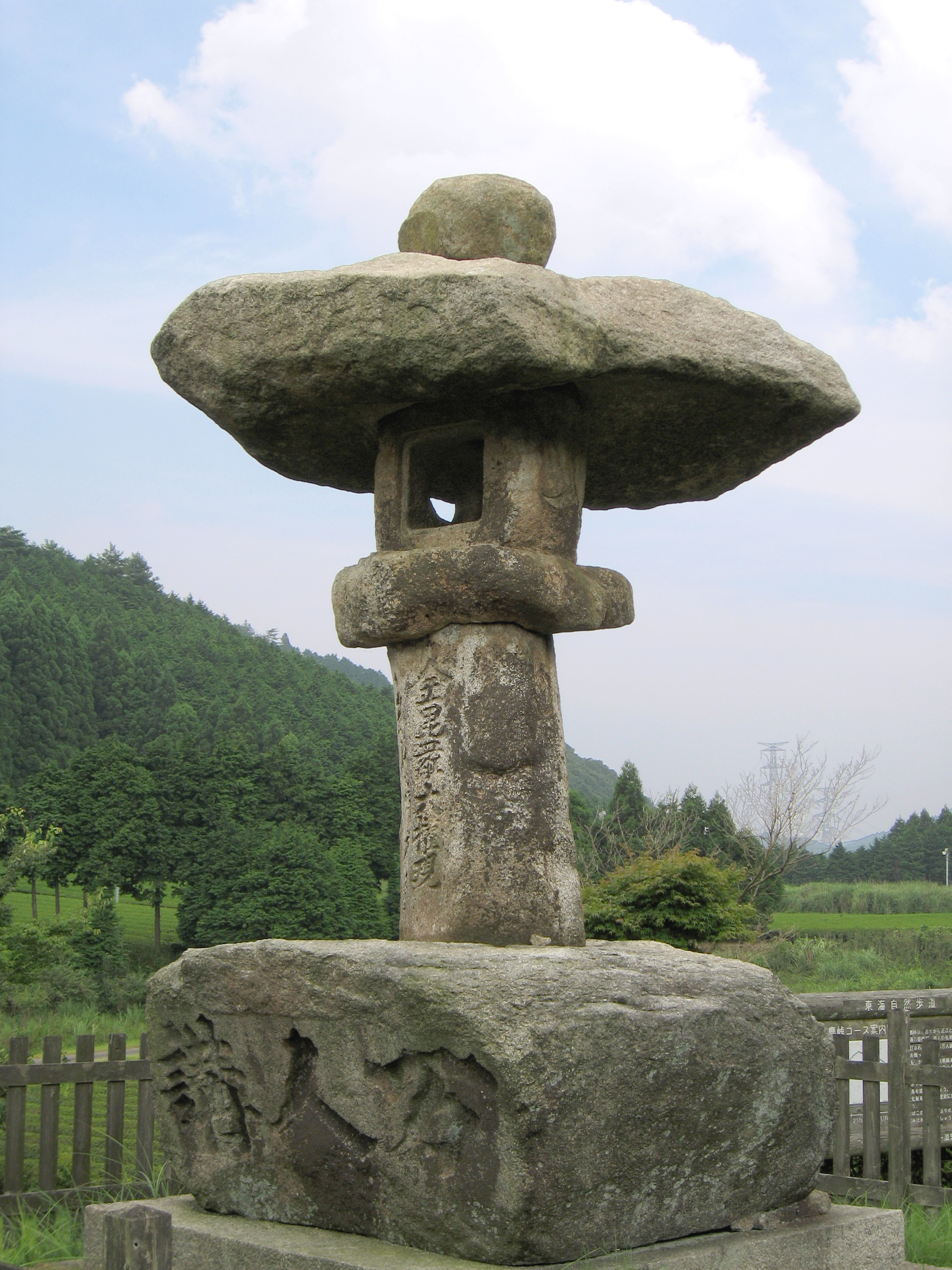
Manninkō-Jōyatō (een stenen lantaarn bij Suzuka Pass, Tōkaidō)
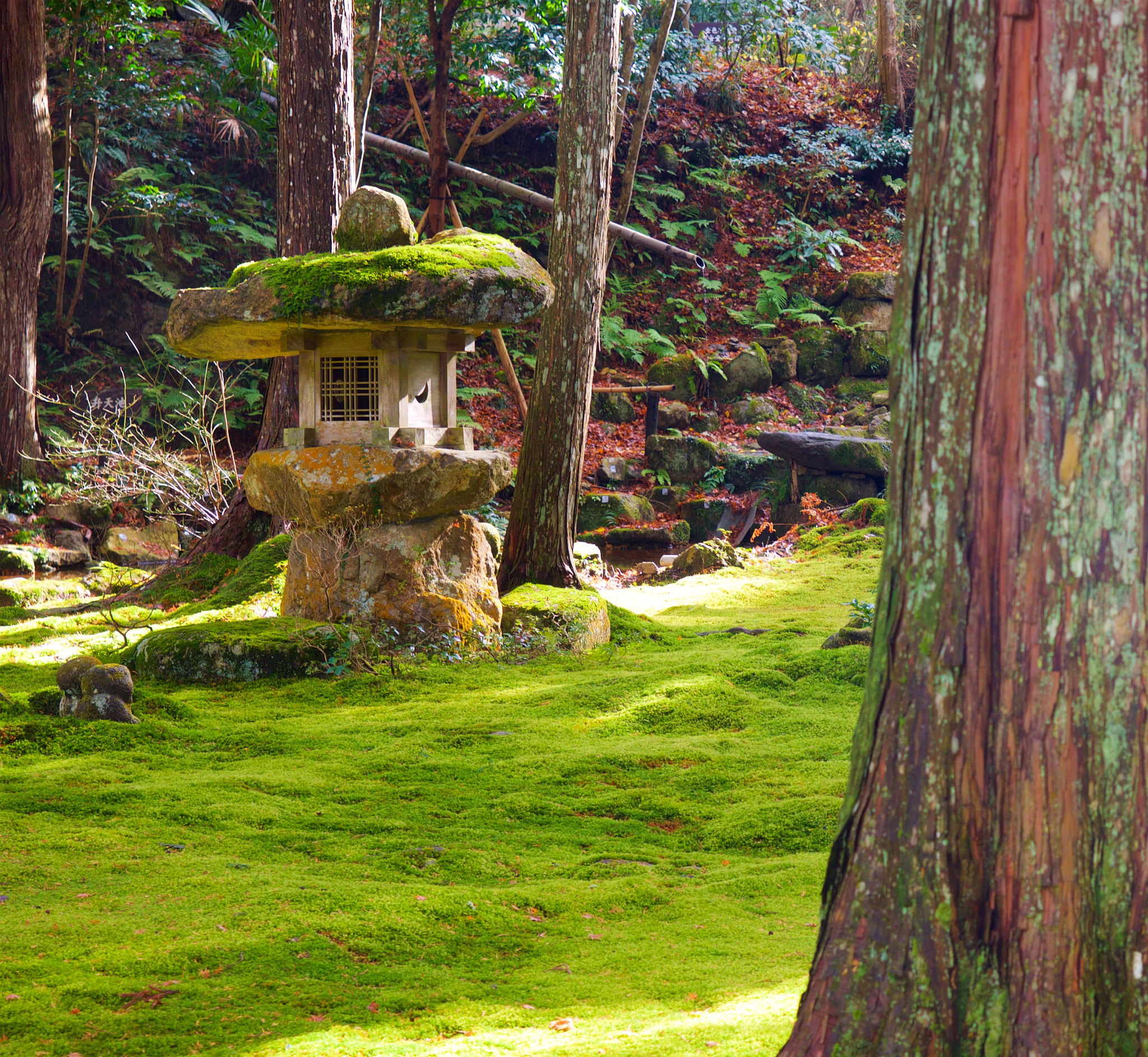
Nozura-dōrō in een mostuin
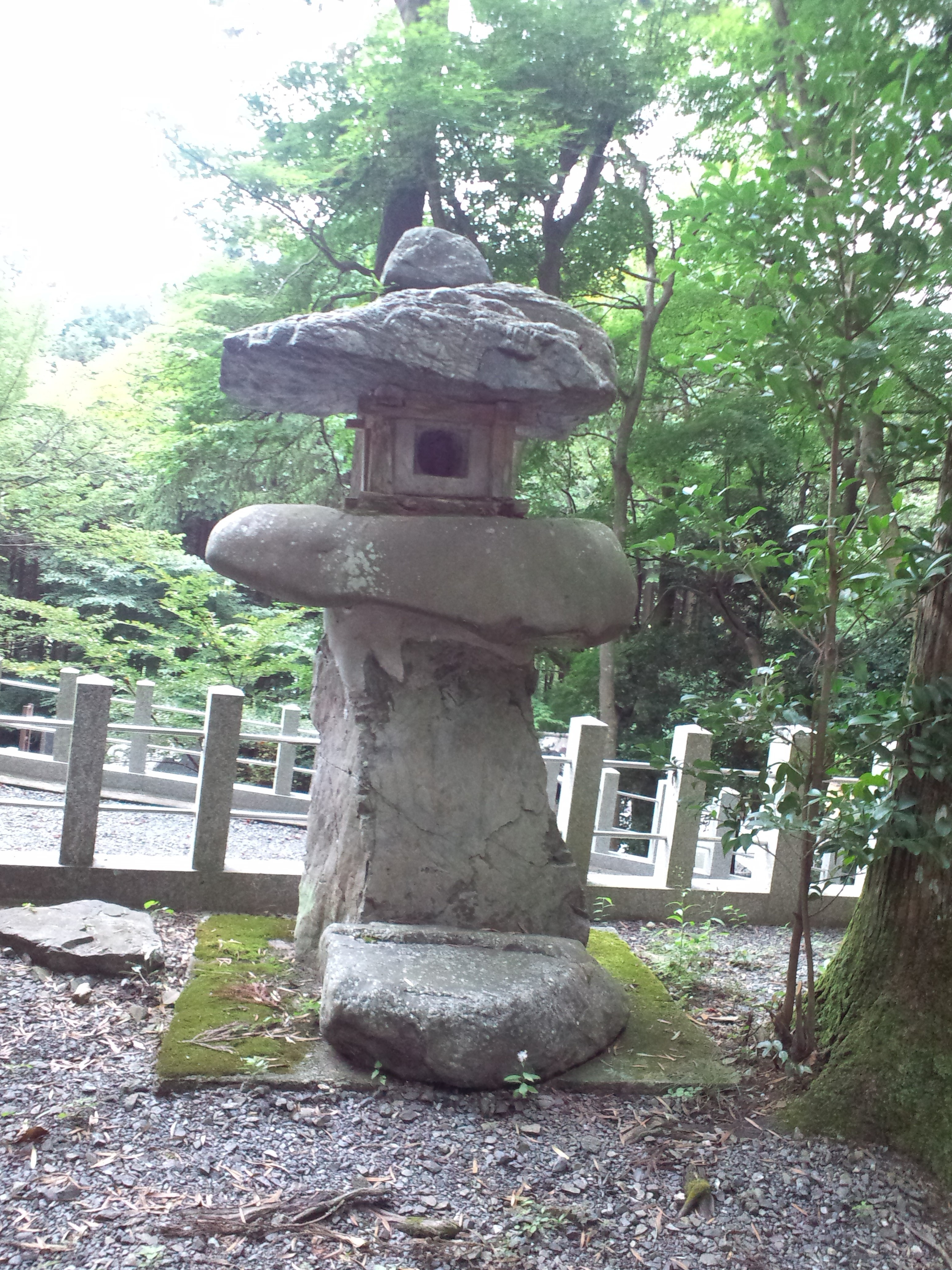
Nozura-dōrō bij Atago-jinja
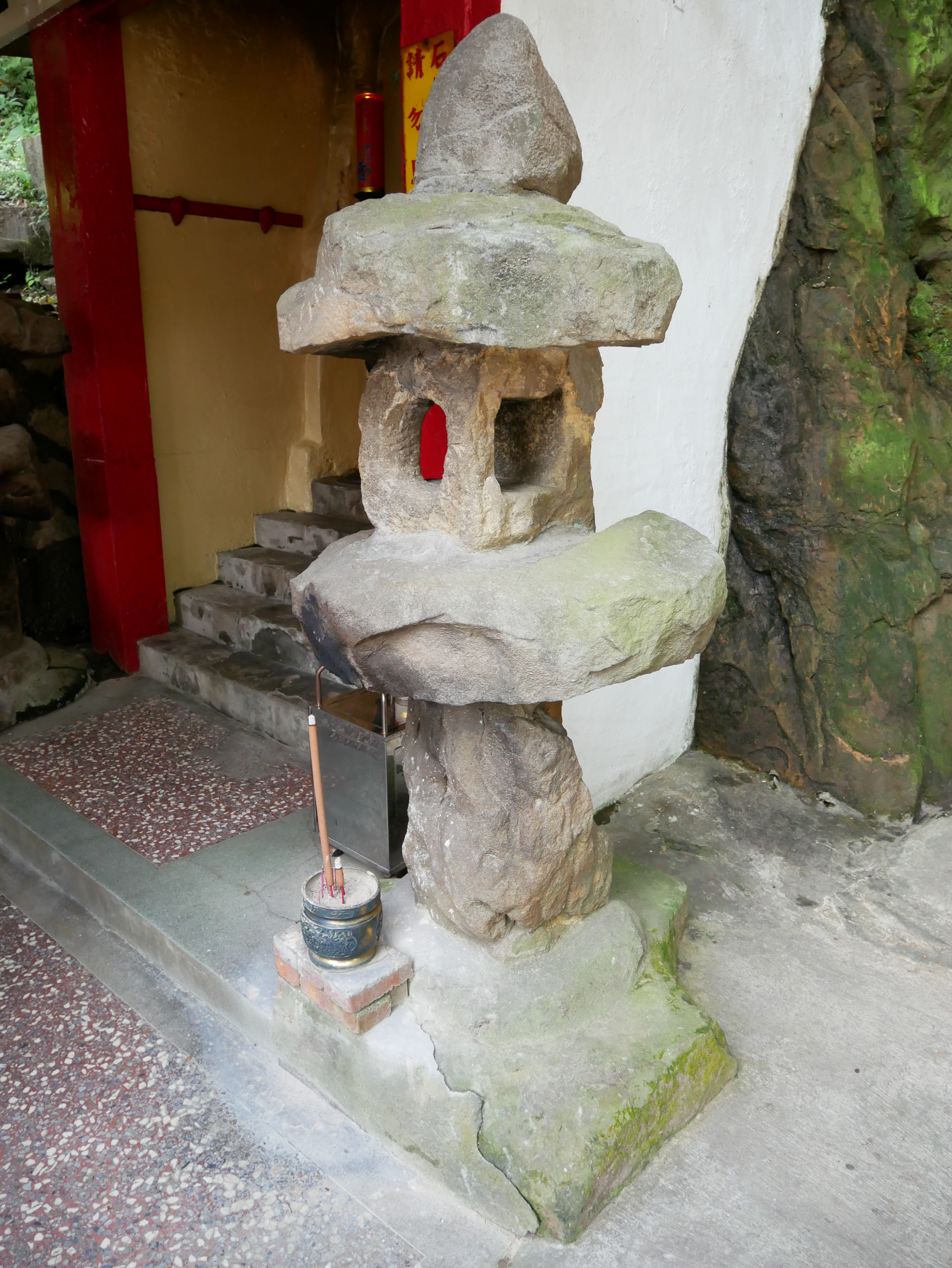
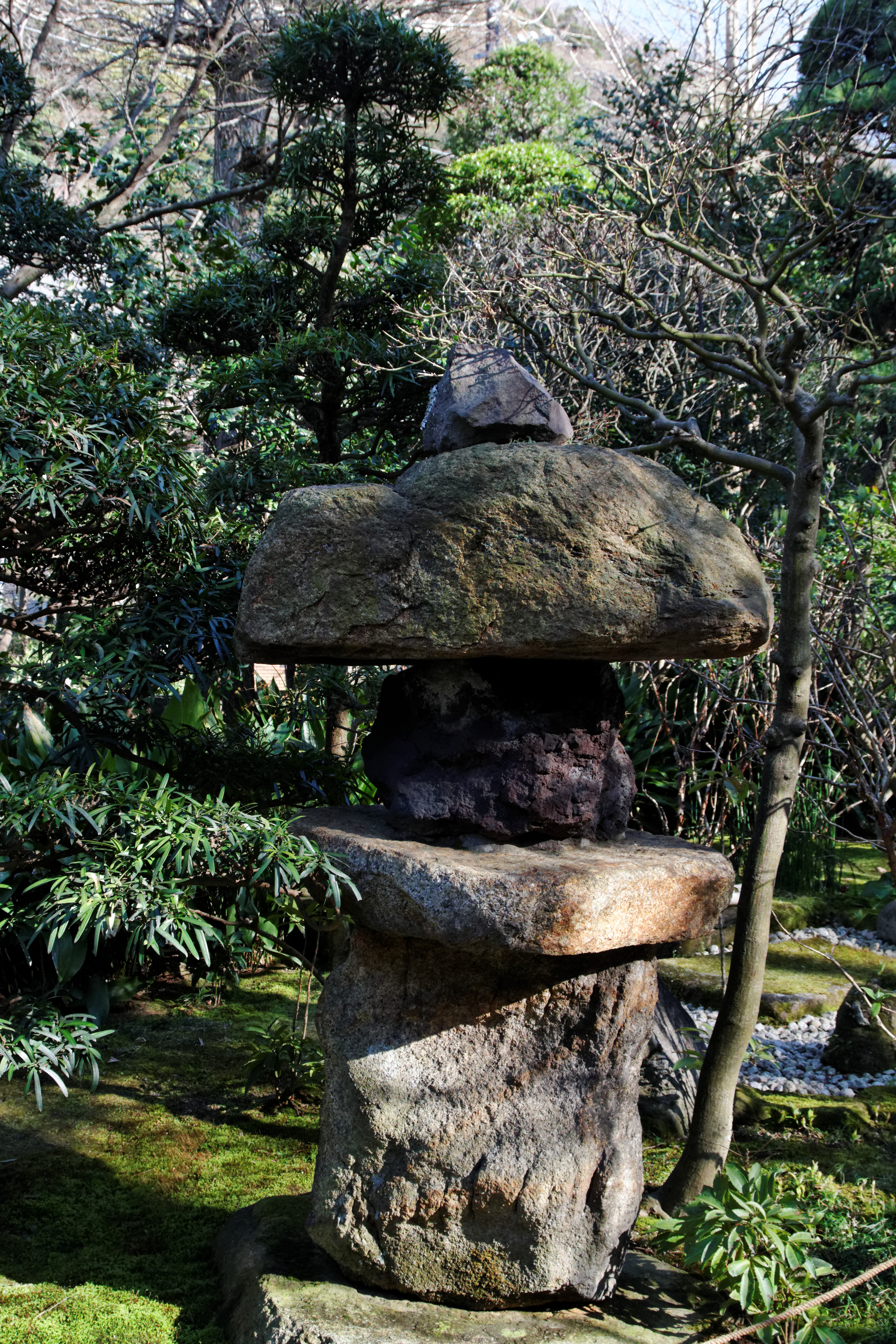
Kamakura

## Tōgata tōrō,Tō-dōrō, pagodelantaarns
Tōgata tōrō of Tō-dōrō (塔形灯籠) zijn op Japanse pagodes gelijkende lantaarns, pagodes met een lantaarnfunctie of tot een lantaarn omgebouwde pagode. Voorbeelden van tō-dōrō zijn hōtōgata tōrō en sōtōgata tōrō.
Hōtōgata tōrō (宝塔形灯籠) is een ongewoon type pagodevormige lantaarn, die gevonden is op een kerkhof in Tsubakidera in de buurt van Kitano Tenmangū in Kyoto. De lantaarn is samengesteld uit een heilige pagode (hōtō). De vuurkamer (hibukuro) bevindt zich bovenaan.
Sōtōgata tōrō (層塔形灯籠) zijn voor tuinen gebouwde lantaarns in de vorm van een stenen pagode met meerdere verdiepingen met een vuurkamer.
| - Tōgata tōrō - pagodelantaarns - Kaneiji hōtōgata tōrō - 'Japanese Memorial Garden', Dinner Bay, eiland Mayne, Canada, gebouwd ter herinnering aan de in 1942 gedeporteerde Japanse gemeenschap - Zeven-verdiepingen-lantaarn - metalen lantaarn |

## Ikekomigata tōrō- ingegraven lantaarn

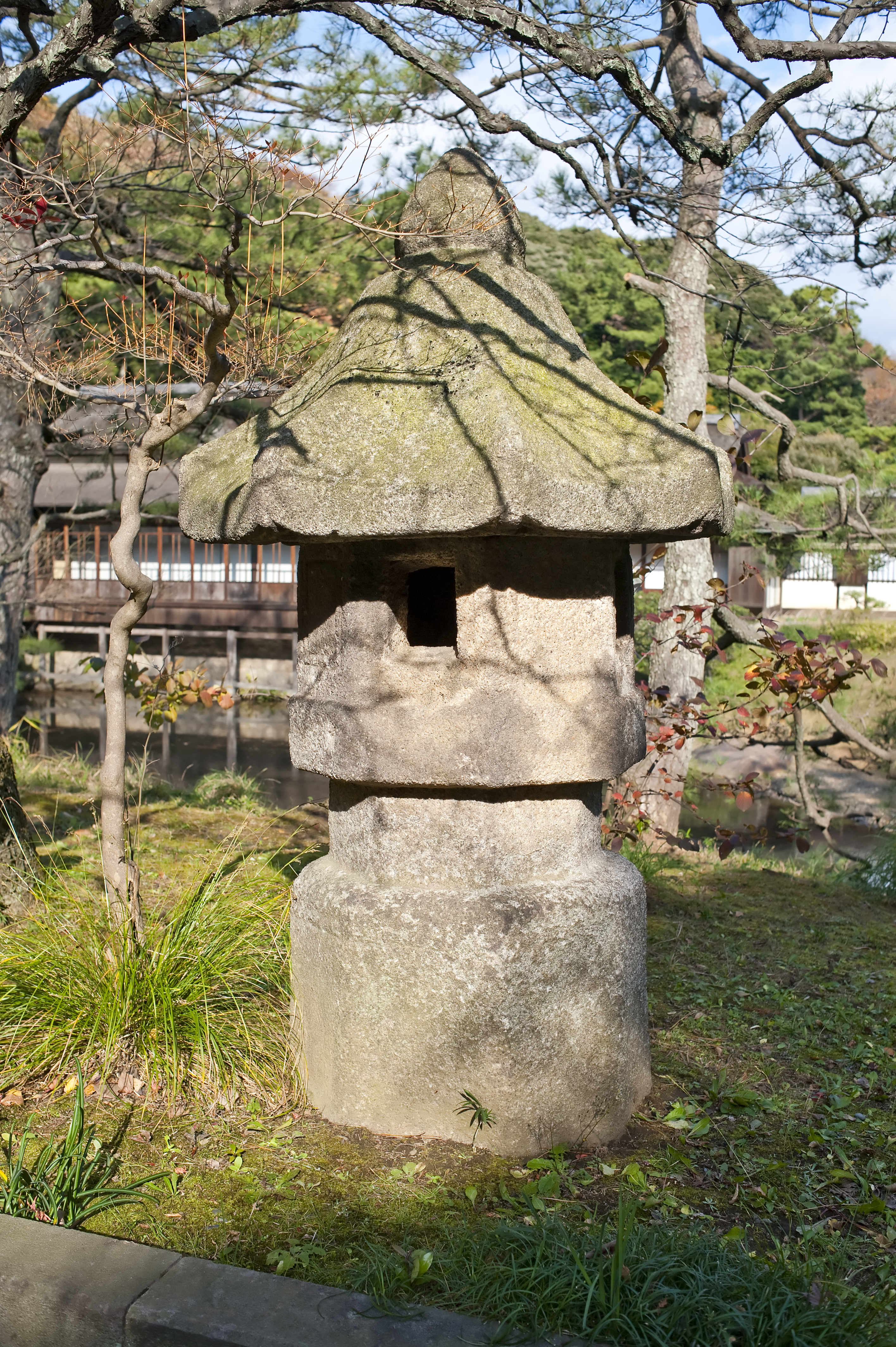
Ikekomi-dōrō, een stenen, ingegraven lantaarn zonder sokkel.

Ikekomi-dōrō (生込み燈籠) of ikekomigata tōrō (Japans: いけこみ形灯籠 of 生込み形灯籠), is de verzamelnaam voor een groep van 'ingegraven' of 'geplante' lantaarns.  Het zijn alle stenenlantaarns (ishi-dōrō). De 'ingegraven' lantaarn is een middelgrote lantaarn zonder sokkel (kiso). De schacht (sao) wordt rechtstreeks in de grond gezet.
De meeste lantaarns van dit type zijn klein genoeg voor gebruik in tuinen en hebben ronde schacht of schacht; meestal worden het Oribe-type (Oribe-dōrō) en mijlpaal-type (michishirubegata tōrō) op deze manier gemaakt. Omdat de hoogte kan worden aangepast aan de ingegraven diepte wordt vaak een 'gehurkte lantaarn' of een 'voetlantaarn' gebruikt. De Oribe-dōrō is representatief voor deze stijl.
Ikekomigata tōrō worden, naast Tachigata tōrō (sokkel- of platformlantaarns), Nozura-dōrō (ruw-stenen lantaarns), Yukimigata tōrō (sneeuwtonende lantaarns), Okigata tōrō (verplaatsbare, zittende lantaarns), Tōgata tōrō (pagode-lantaarns) gerekend tot Ishi-dōrō (stenen lantaarns). Tot Ikekomigata tōrō worden o.a. gerekend: Michishirubegata tōrō (mijlpaal-lantaarns), Mizubotaru-dōrō (glimworm-lantaarns), Oribe-dōrō (Oribe's lantaarns) met Kirishitan-dōrō (Christelijke lantaarns) en Maria-dōrō (Marialantaarns); Shukōgata tōrō.
Michishirubegata tōrōMichishirubegata tōrō (道識形燈籠) is een 'mijlpaal lantaarn', waar de term slaat op de vorm van de lantaarn. Het is een stenen lantaarn (ikekomi-dōrō) en het heeft meestal de vorm van een langwerpige rechthoekige schacht (sao), met een lampgat (ensō) in het bovenste uiteinde. De lantaarn wordt op hoeken van tuinpaden.
Mizubotaru-dōrōMizubotaru-dōrō (水蛍燈籠) of Mizu hotaru tōrō is de 'vuurvlieg'-lantaarn, die de naam heeft gekregen naar aanleiding van de nachtelijke reflectie in het water. De naam is waarschijnlijk afkomstig van de beroemde Japanse roman, The Tale of Genji 『源氏物語』 van Lady Murasaki omdat het lijkt op het licht van een vuurvlieg die boven de waterrand zweeft. 
Het is een afwijkende lantaarn van het type ikekomi. De vuurkamer (hibukuri) is vierkant met vierkante openingen aan de zijkanten en dubbele driehoekige venstertjes aan de voor- en achterkant. Het is bedekt met een ongewoon, vierkant en afgerond dak (kasa). 
De kleine lantaarn wordt meestal naast het water aan de overkant geplaatst om de indruk van vuurvliegreflecties aan de kijker te bieden.
Shukōgata tōrōShukōgata tōrō (珠光形燈籠) is een stenen lantaarn waar het lamphuis (hibukuro) en de schacht (sao) één geheel vormen, dus zonder middenplatform (chūdai). De Shukōgata tōrō is een naar de theemeester Murata Mokichi Shukō vernoemde stenen lantaarn.
Oribe-dōrōOribe-dōrō (織部燈籠) is een kleine in theetuinen gebruikte stenen lantaarn zonder sokkel (kiso) van het type ikekomigata tōrō. De lantaarn wordt gebruikt om paden te verlichten. Oribe-dōrō (Oribe-lantaarn) is een veel voorkomende type. De lantaarn is genoemd naar de theemeester en mogelijke ontwerper Furuta Oribe (bijnaam van de feodale heer Furuta Shigenari).
Bij de Oribe-dōrō wordt de vierzijdige schacht (sao) direct in de grond geplaatst en is er geen platform (kiso). Een Lhq-monigram staat op de voorkant boven aan een verbreed deel van de schacht. Ook andere inscripties of christelijke symbolen en het op de zijkant van de schacht gesneden menselijke figuur komen voor. De schacht steekt met het bovenste deel zijdelings in twee richtingen uit en vormt zo een kruis. De vuurkamer (hibukuro) is eveneens vierzijdig als een kubus. Aan weerszijden van de vuurkamer zijn zon- en maanmotieven uitgesneden als lichtopeningen. De kap of paraplu (kasa) is klein en vierkant. Bovenop staat een druppelvormig of bol 'juweel' (hōju) met een scherpe eindpunt.

Oribe-dōrō
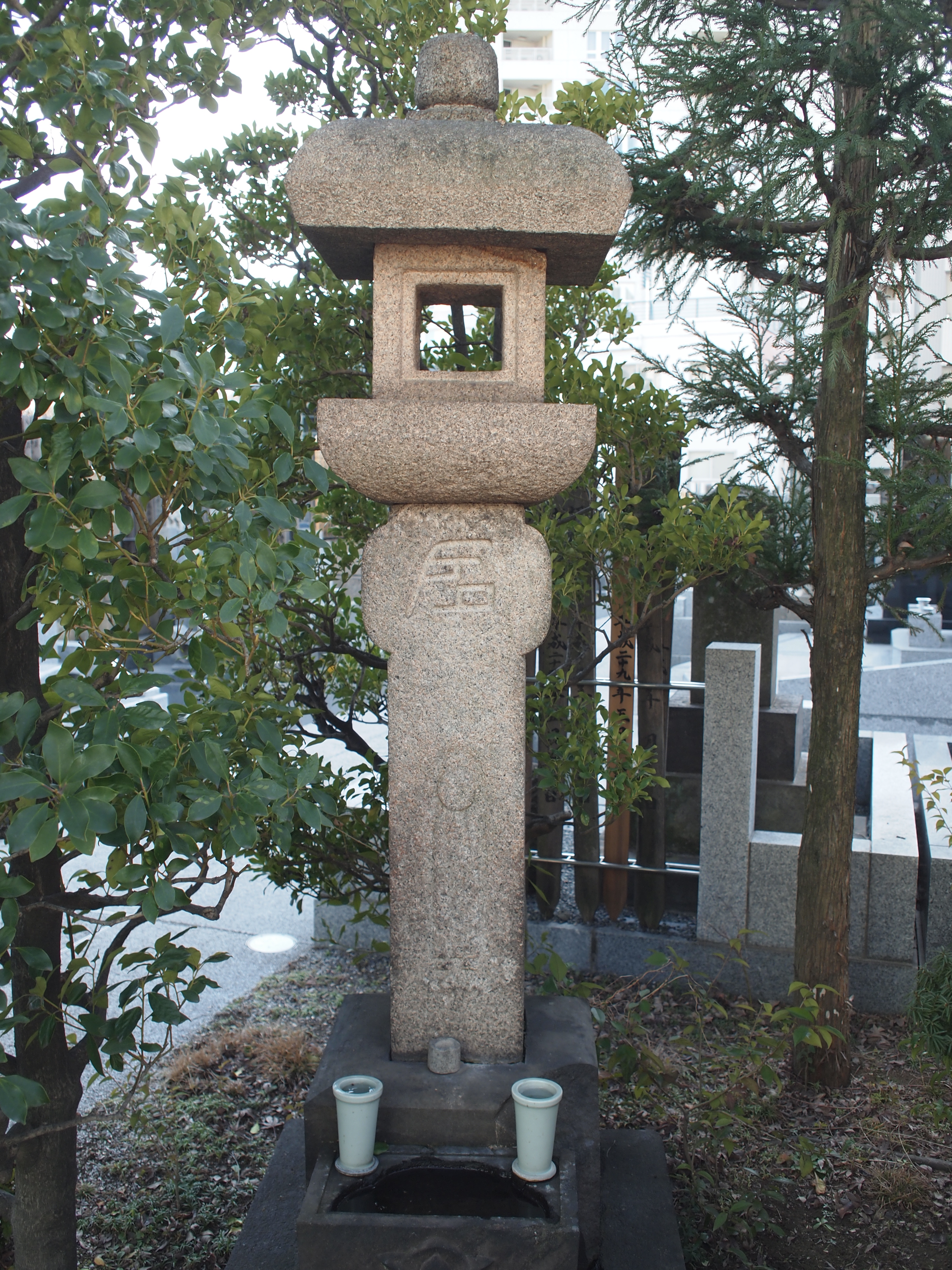
Kirishitan-dōrō met een reliëf en Lhq-monogram
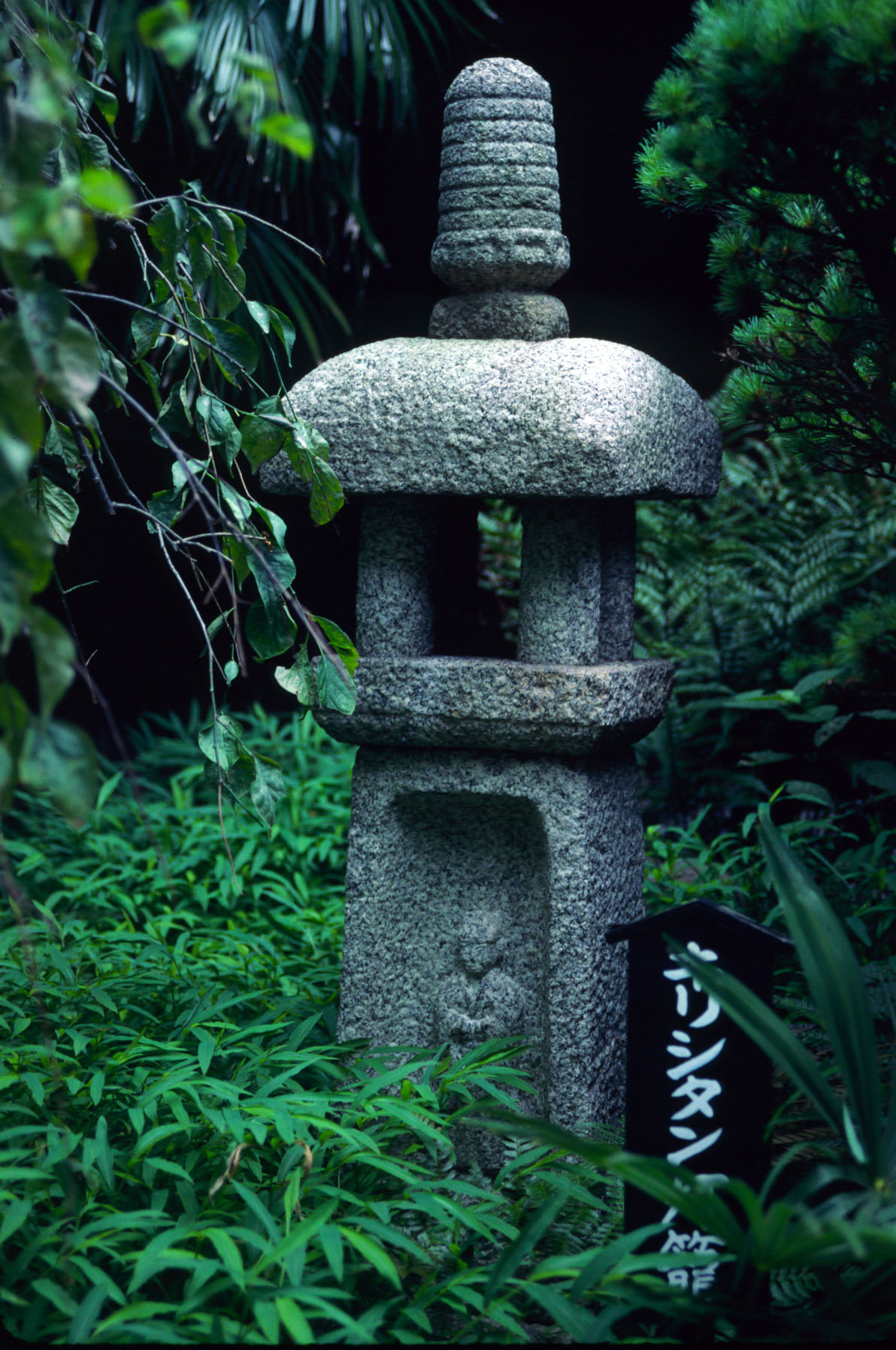
Toji Kanchi-in Kirishitan-dōrō
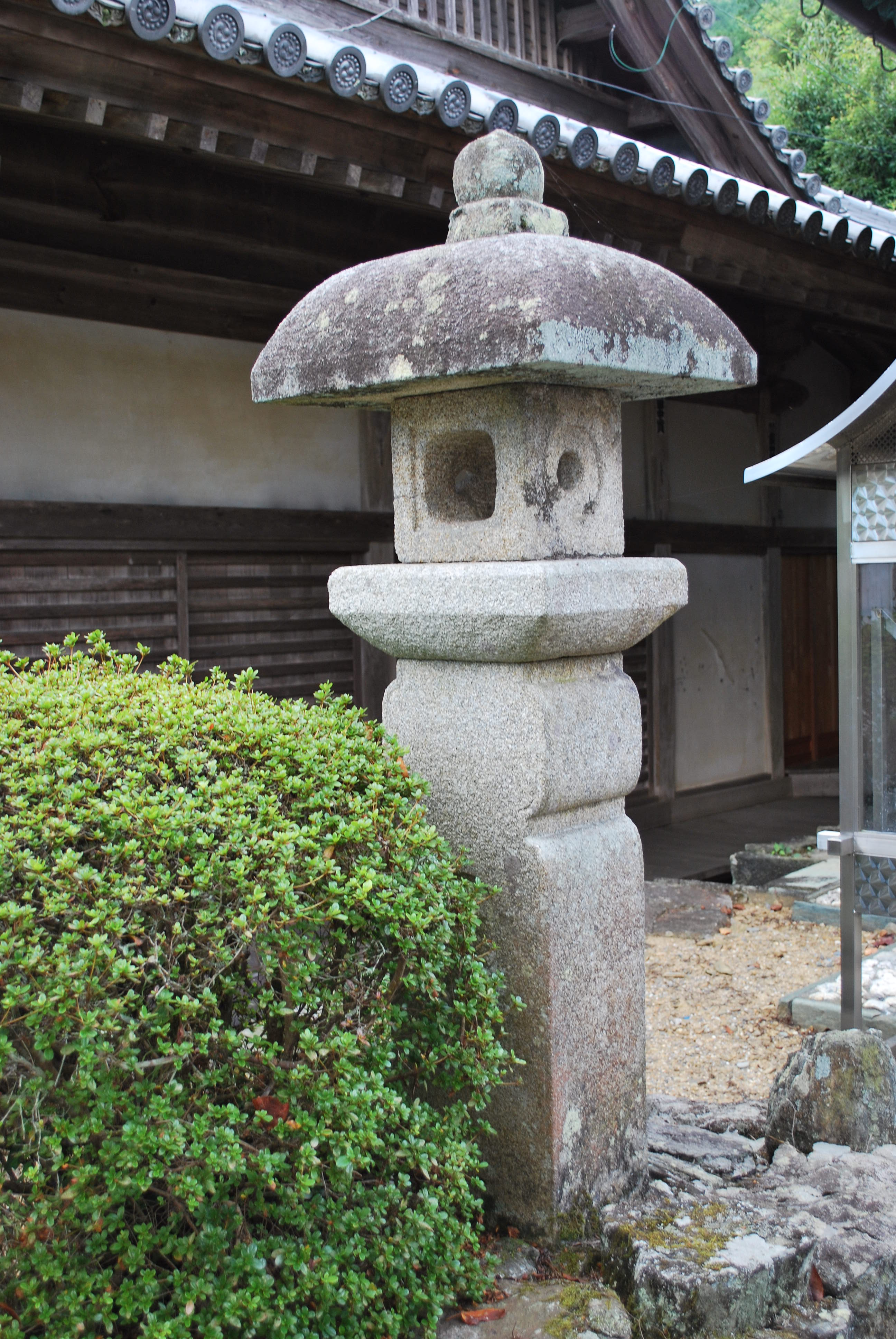
Dogakuji Ikekomo-dōrō (Kirishitan-dōrō)
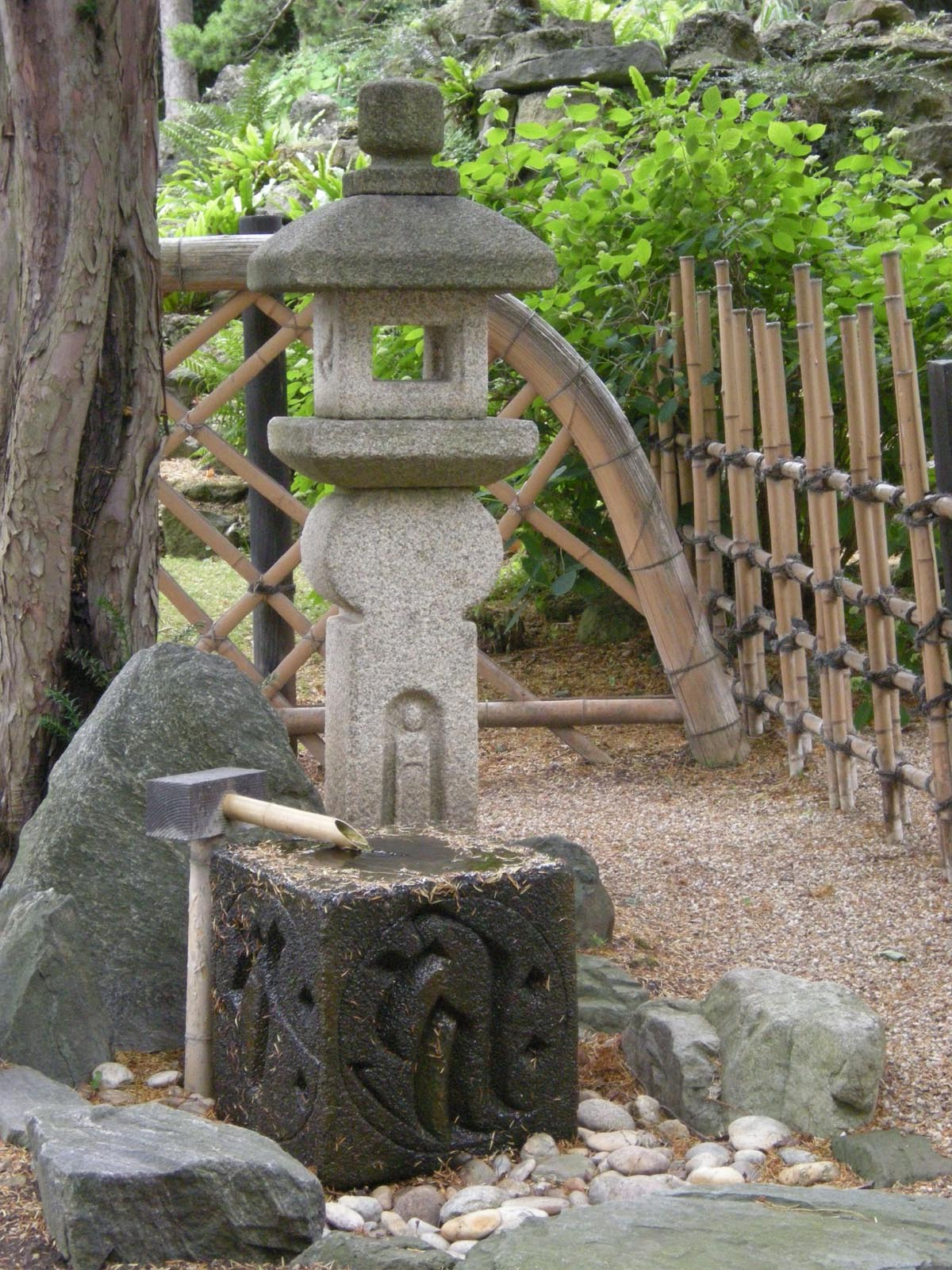
Oribe lantaarn in theetuin van Japanse tuin, Schönbrunn

Kirishitan-dōrō en Maria-dōrōKirishitan-dōrō (キリシタン灯籠) of 'Christelijke lantaarn' is een oribe-dōrō met verborgen christelijke symbolen, zoals het Lhq-symbool. Deze stijl werd geboren tijdens de vervolging van de christelijke religie in Japan, toen velen hun geloof in het geheim bleven uitoefenen. Ze hebben gebeeldhouwde afbeeldingen van christelijke figuren en symbolen, en werden beïnvloed door de vroege christenen in 16e eeuw in Japan. Maria-dōrō (マリア灯籠) wordt ook 'Christelijke lantaarn' (kirishitan-dōrō) genoemd. Het is een lantaarn van het Oribe-type met een afbeelding van Christus of van de Maagd Maria in reliëf gesneden op de stam (sao). Maria-dōrō is een betrekkelijk kleine lantaarn, die met de basis direct in de grond wordt gezet, en een vierkante kap (kasa) bekroond met de juweel (hōju). Dit type lantaarn werd populair vanaf het einde van de 16e eeuw.
Shukōgata tōrōShukōgata tōrō (珠光形燈籠) of Shukō-lantaarn is een stenen lantaarn (ishidōrō) met een stam (sao) direct in de grond gezet. Het lamphuis (vuurkamer, hibukuro) vormt één geheel met de schacht, zonder een platform (chūdai). De shukōgata tōrō is een naar de theemeester Murata Shukō vernoemde stenen lantaarn.

## Yukimigata tōrō
Yukimi-dōrō (雪見燈籠), 'sneeuwkijkende' lantaarn is een afwijkend type lantaarn met een breed dak of parasol (kasa) en met drie, vier of zes poten, waarbij het type met vier poten het meest voorkomt. Yukimi-dōrō zijn betrekkelijk laag, en worden uitsluitend in tuinen gebruikt. De traditionele plaatsing is in de buurt van het water en een lantaarn met drie poten heeft vaak twee poten in het water en één op het land, en hebben als basis geen dus kolom (sao). Dit type werd waarschijnlijk ontwikkeld tijdens de Momoyama-periode, maar de oudst bestaande voorbeelden, gevonden in de Katsura Villa in Kioto, gaan alleen terug tot de vroege Edo-periode (zeventiende eeuw).
Yukimi-lantaarns worden uitsluitend in tuinen gebruikt. Ze worden meestal op een ruim grasveld of aan de waterkant geplaatst, bijvoorbeeld op een vlakke rots, maar er is geen sokkel (kiso). De lantaarn met drie poten met plaatsing nabij de waterkant heeft vaak twee poten in het water en één op het land. Dit type lantaarn werd voornamelijk gebruikt voor residentiële tuinen, maar ook in theetuinen. Dit type werd waarschijnlijk ontwikkeld tijdens de Momoyamaperiode, maar de oudst bestaande voorbeelden gaan alleen terug tot de vroege Edoperiode (zeventiende eeuw).

### Opbouw vanYukimigata tōrō

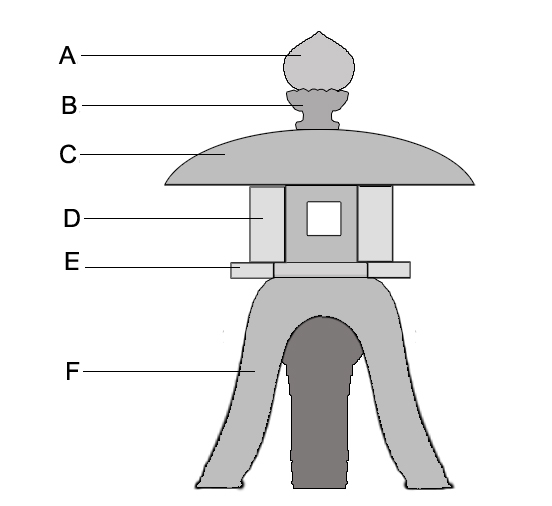
Mitsuashigata tōrō
A. Hōju of Kurin, B. Ukebana, C. Kasa, D. Hibukuro, E. Chūdai of Ukebachi, F. Jirin, Dai of Sao.

Yukimi-lantaarns hebben (van boven naar beneden) de volgende vijf elementen op elkaar gestapeld: hōju of kurin (siertop,'juweel' of eindknop), kasa (dak, pet of paraplu), hibukuro (lichtkamer of vuurkast), chūdai of ukebachi (middenplatform voor de vuurhaard), en jirin, dai of sao (de basis, kan een tot zes voeten hebben)
Een onderste platform of sokkel (kiso) ontbreekt. De lantaarns hebben als basis niet de gebruikelijke stam (sao), maar ze staan op één tot zes gebogen poten. De meeste yukimi-dōrō zijn zeskantig boven de middenplatform (chūdai), maar achtzijdige en afgeronde lantaarns komen ook veel voor. De vuurkamer (hibukuro) is meestal zeskantig. Bij een lantaarn met een halve-maanvormige lichtopening moet deze opening altijd naar het westen worden gedraaid, terwijl een volle-maanvormige opening naar het oosten moet worden gedraaid naar de opvatting van sommige Theemeesters. Niet voor iedereen is dit van groot belang en ze geven er de voorkeur aan de lantaarn te draaien zodat het licht het beste eruitziet in de tuin. Het is een lantaarn met een plat dak of paraplu (kasa) dat zeer breed is in vergelijking met de hoogte van de lantaarn, en een breed oppervlak vormt voor het vangen van sneeuw. De term 'sneeuwkijken' of 'sneeuwtonen'verwijst naar de gelijkenis van de kasa met een bamboehoed met een ophoping van sneeuw bovenop. De paraplu of dak (kasa) kan rond zijn of drie tot acht zijden hebben. De brede paraplu is zonder of met een lage eindknop of juweel (hōju). Het juweel staat licht hellend.

### Verscheidenheid
Tot yukimigata tōrō behoren enkele typen veelgebruikte of bekende lantaarns. Bekende typen zijn onder andere de rankeigata tōrō, kotojigata tōrō, mitsuashigata tōrō en yotsuashigata tōrō.

Yukimigata tōrō - sneeuwtonende lantaarns
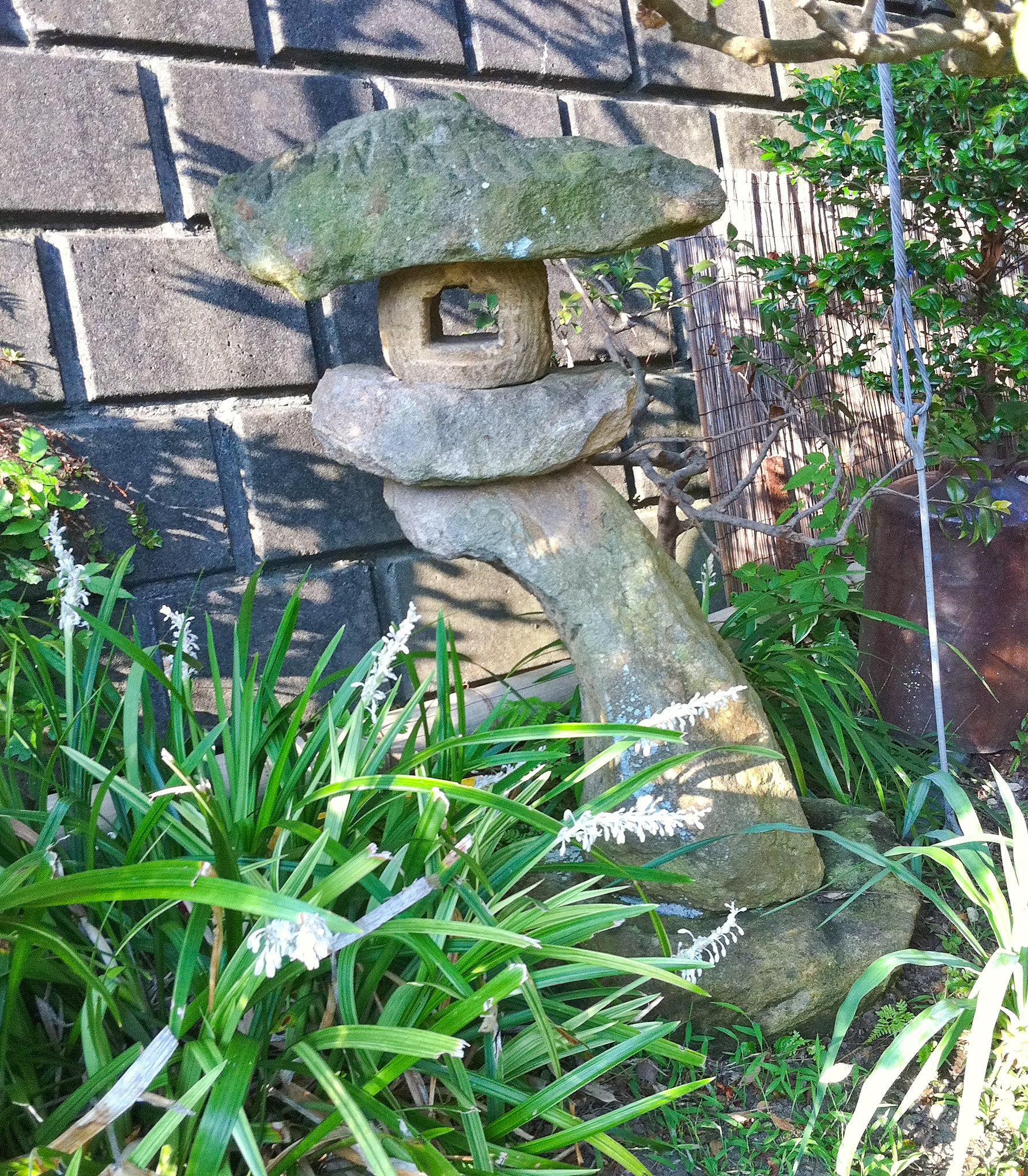
Rankei-dōrō met een poot
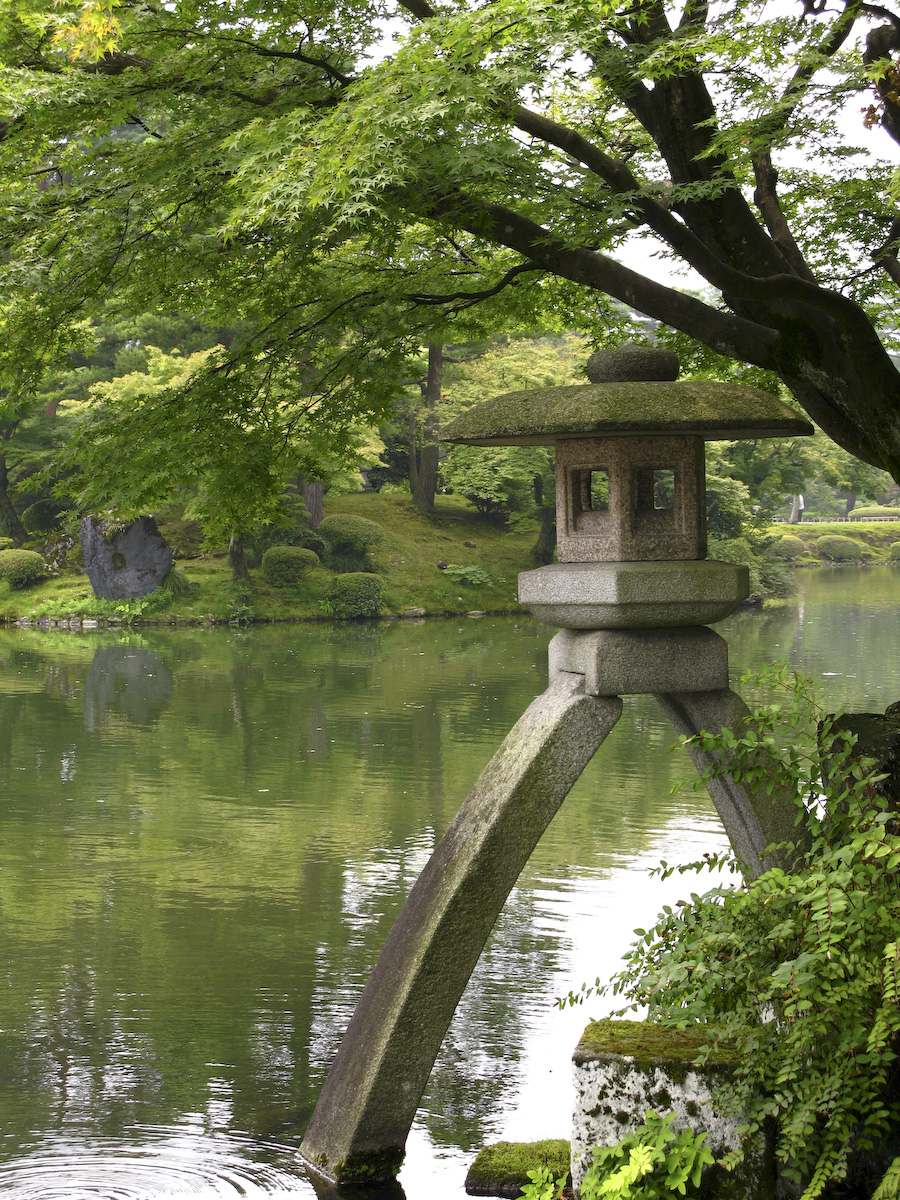
Kotojigata tōrō met twee poten
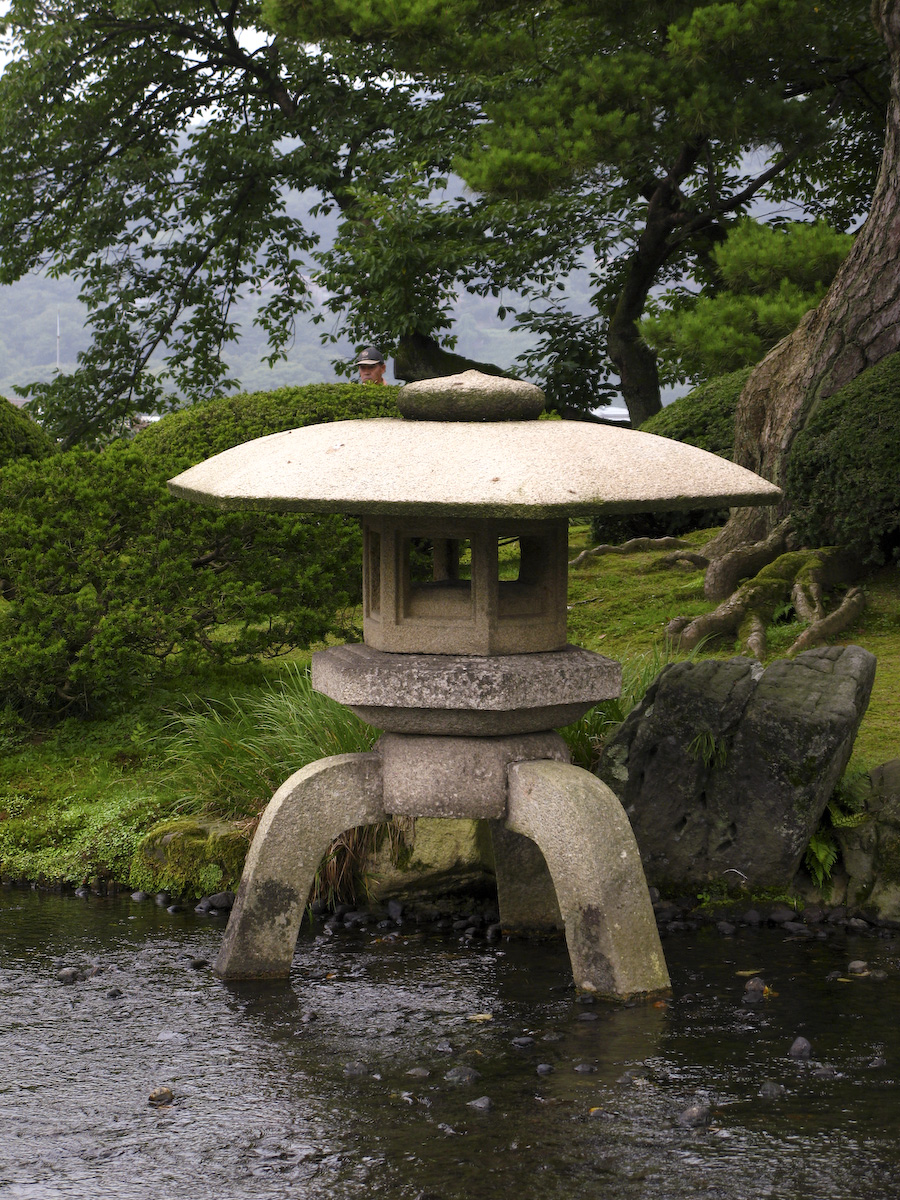
Mitsuashigata tōrō met drie poten
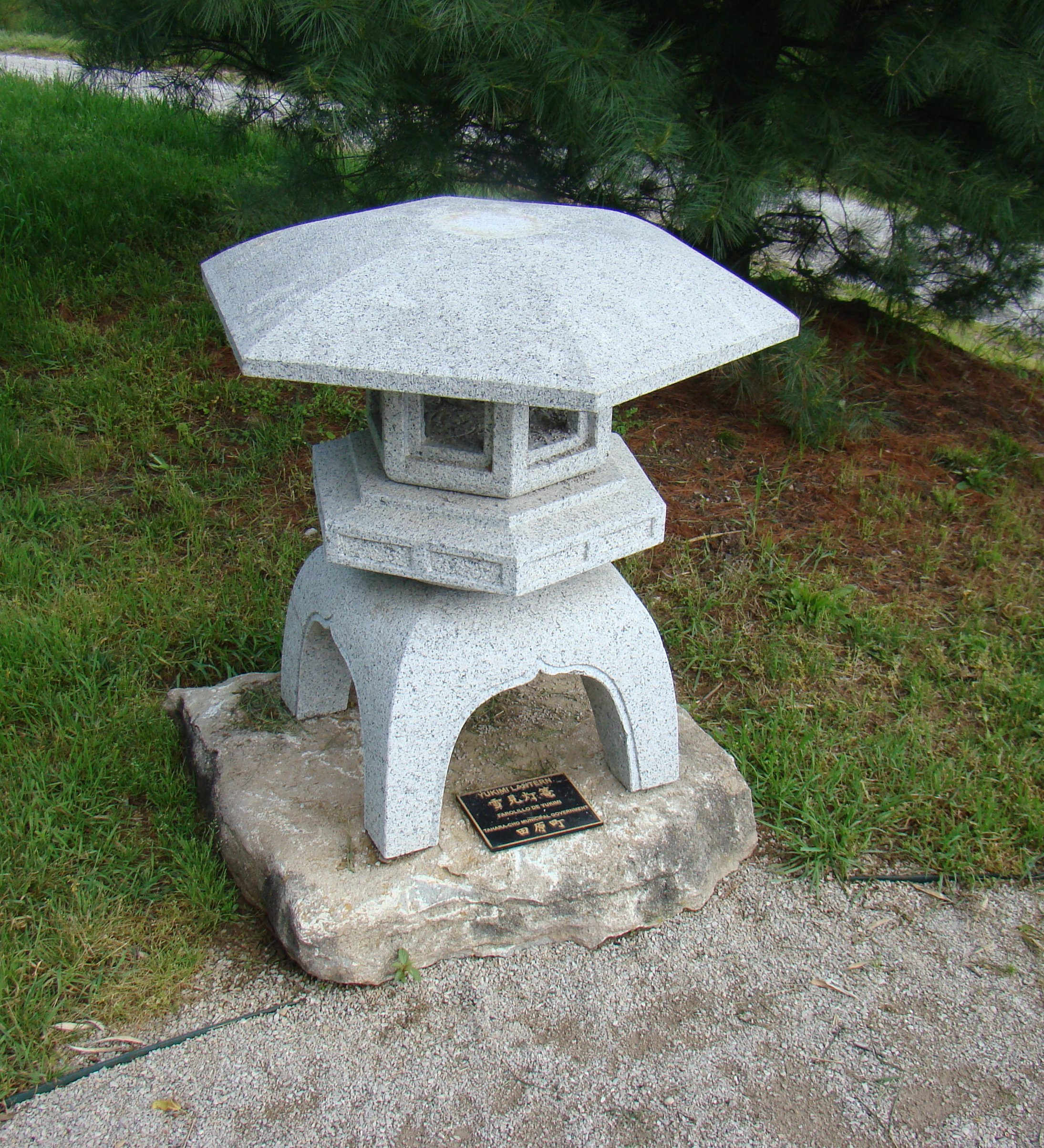
Viervoetige lantaarn met zeskante vuurkamer en dak

Rankeigata tōrō
Rankeigata tōrō (蘭渓形燈籠) is een 'waterkant-lantaarn'. Het is een stenen lantaarn die staat op een lange gebogen paal (sao) en hangt over het water.
Kotojigata tōrō
Kotojigata tōrō (琴柱形灯籠) is een tweebenige lantaarn, die gevonden wordt op de noordelijke oever van Kasumigaike in Kenrokuen, prefectuur Ishikawa. De kotojigata tōrō is erg groot, ongeveer 270 cm hoog en heeft twee kolommen (sao). De kolom aan de kant bij het water is langer dan de kolom op de oever, die is ingegraven of rust op natuurlijke rots. De vuurkamer (hibukuro) en het dak (kasa) zijn zeszijdig. De lantaarn werd gebouwd tijdens de vroege Edoperiode. Een vergelijkbaar gevormde lantaarn is te vinden in de tuin van Tennouji in Osaka.

Kotojigata tōrō - tweebenige oeverlantaarns
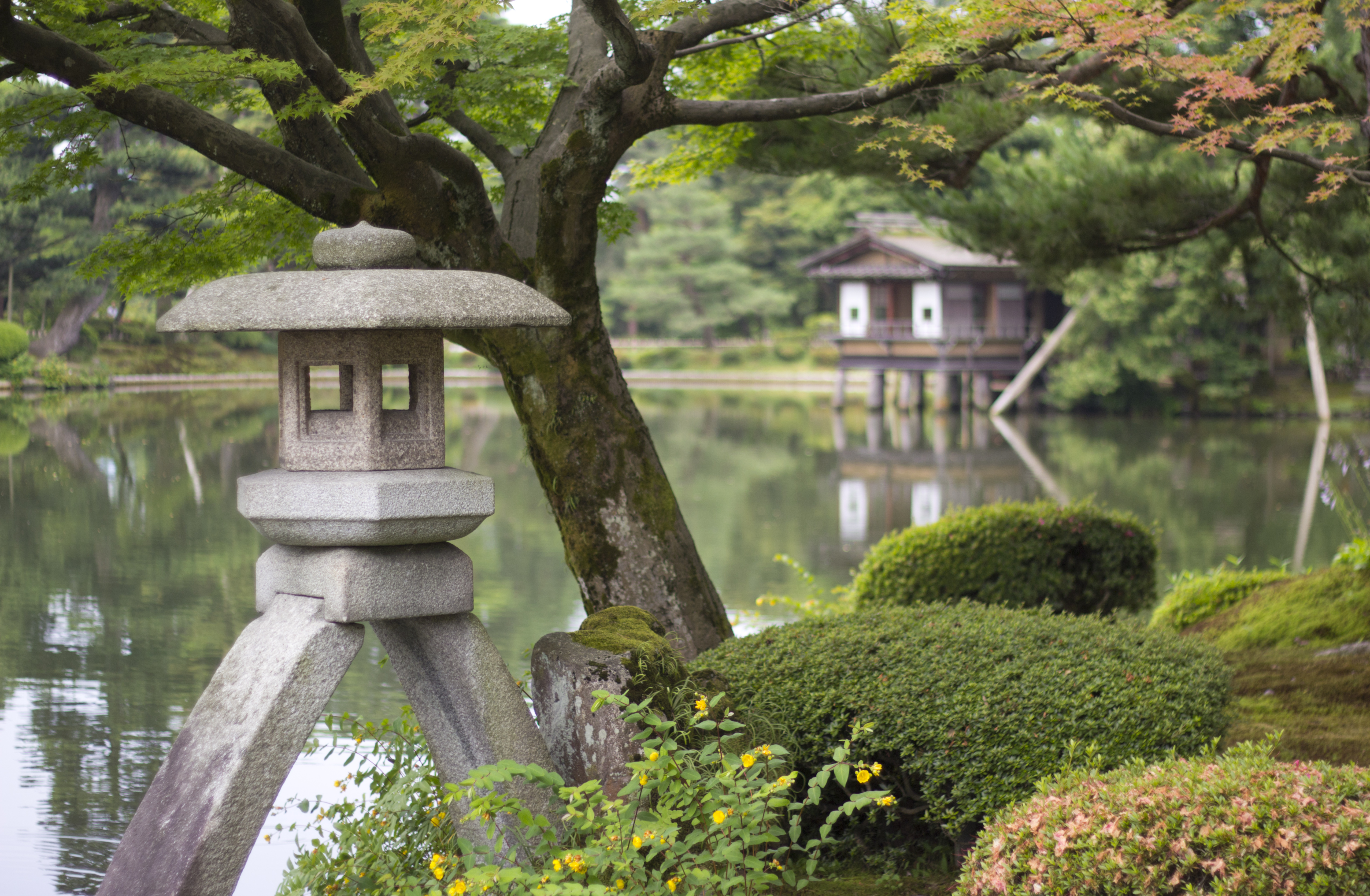
Kotoji-tōrō in Kenroku-en (Six Attributes Garden)
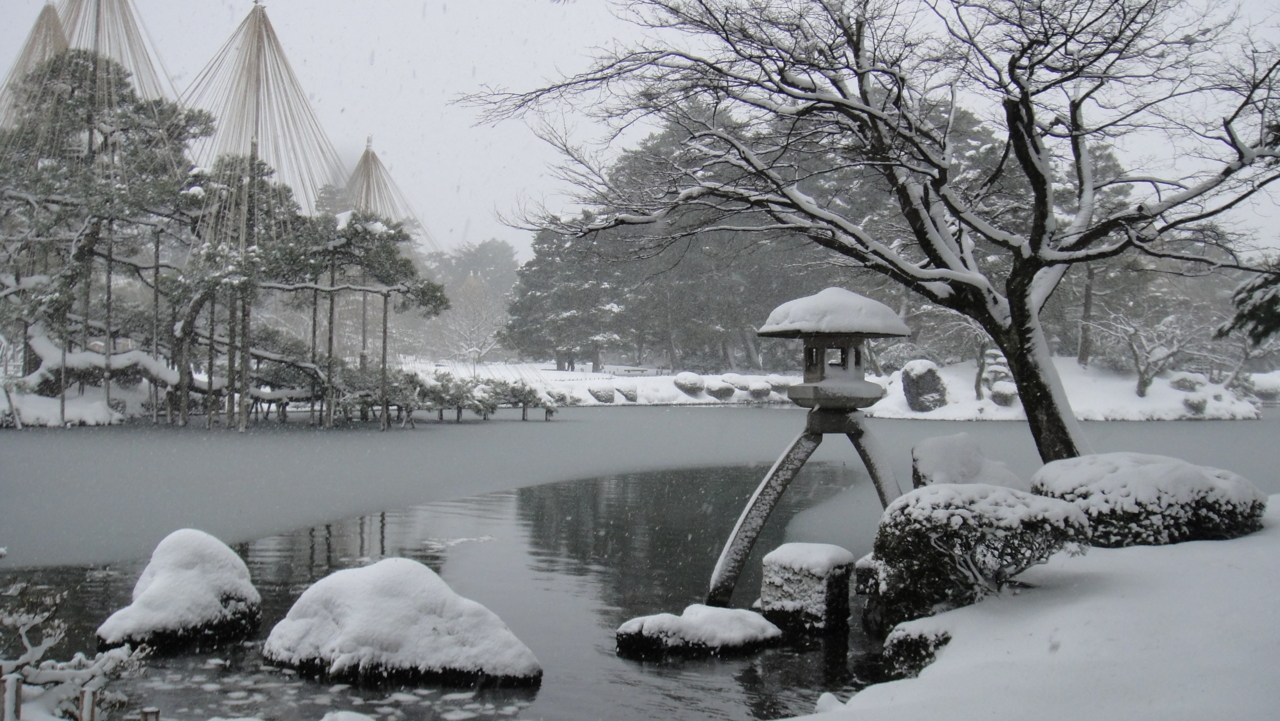
Kotoji-tōrō in Kenroku-en (Six Attributes Garden)

Mitsuashigata tōrō
Mitsuashigata tōrō (三足形燈籠) is een driepotige lantaarn, een 'sneeuwkijkende' lantaarn (yukimi-dōrō) ondersteund door drie poten / voeten.

Mitsuashigata tōrō - driebenige lantaarns
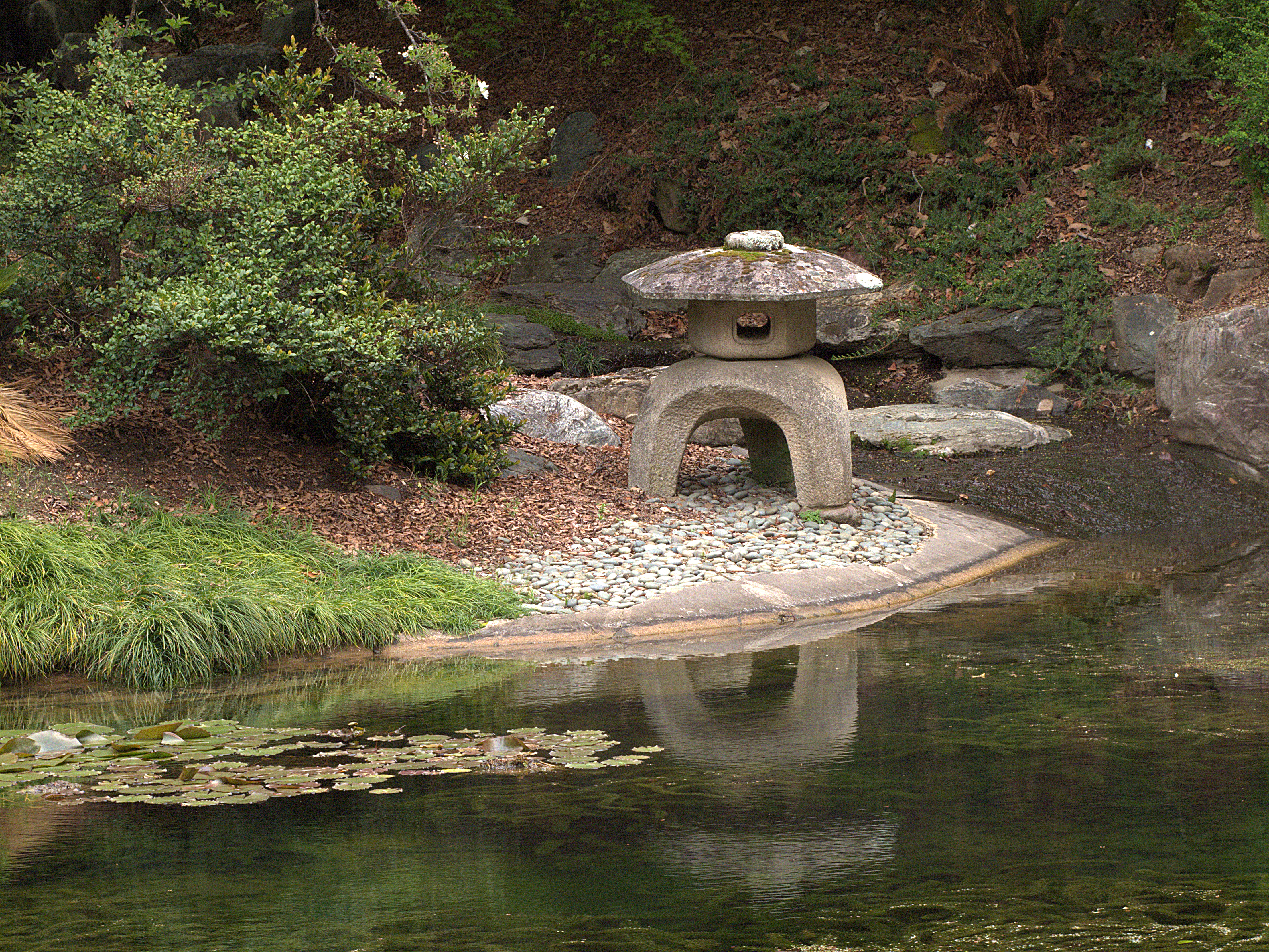
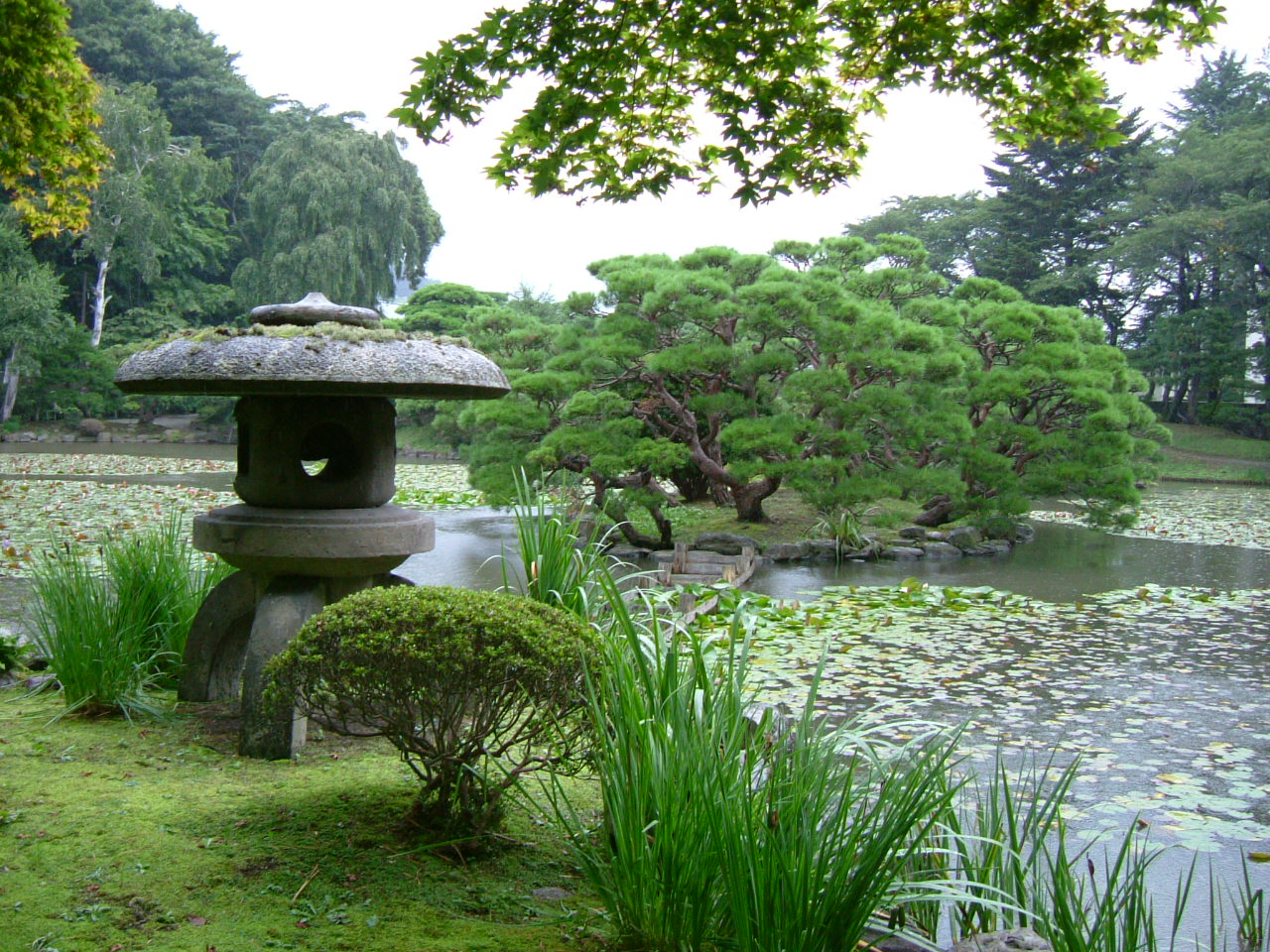

Sankaku tōrō
Sankaku tōrō (三角灯篭) is een variatie op de yukimi-dōrō. Dit type lantaarn wordt gevonden in de tuin van Katsura Rikyū in Kyoto op een plaats waar geen water is. De 'paraplu', het dak (kasa) van de vuurkamer (hibukuro) en de middelste basis (chūdai) zijn allemaal driehoekig. De stam (sao) is verdeeld in drie hoge steunpoten
Yotsuashigata tōrō
Yotsuashigata tōrō (四脚形燈籠) is een viervoetige lantaarn, een sneeuwkijkende lantaarn (yukimi-dōrō) ondersteund door vier poten.

Yotsuashigata tōrō - met vier poten
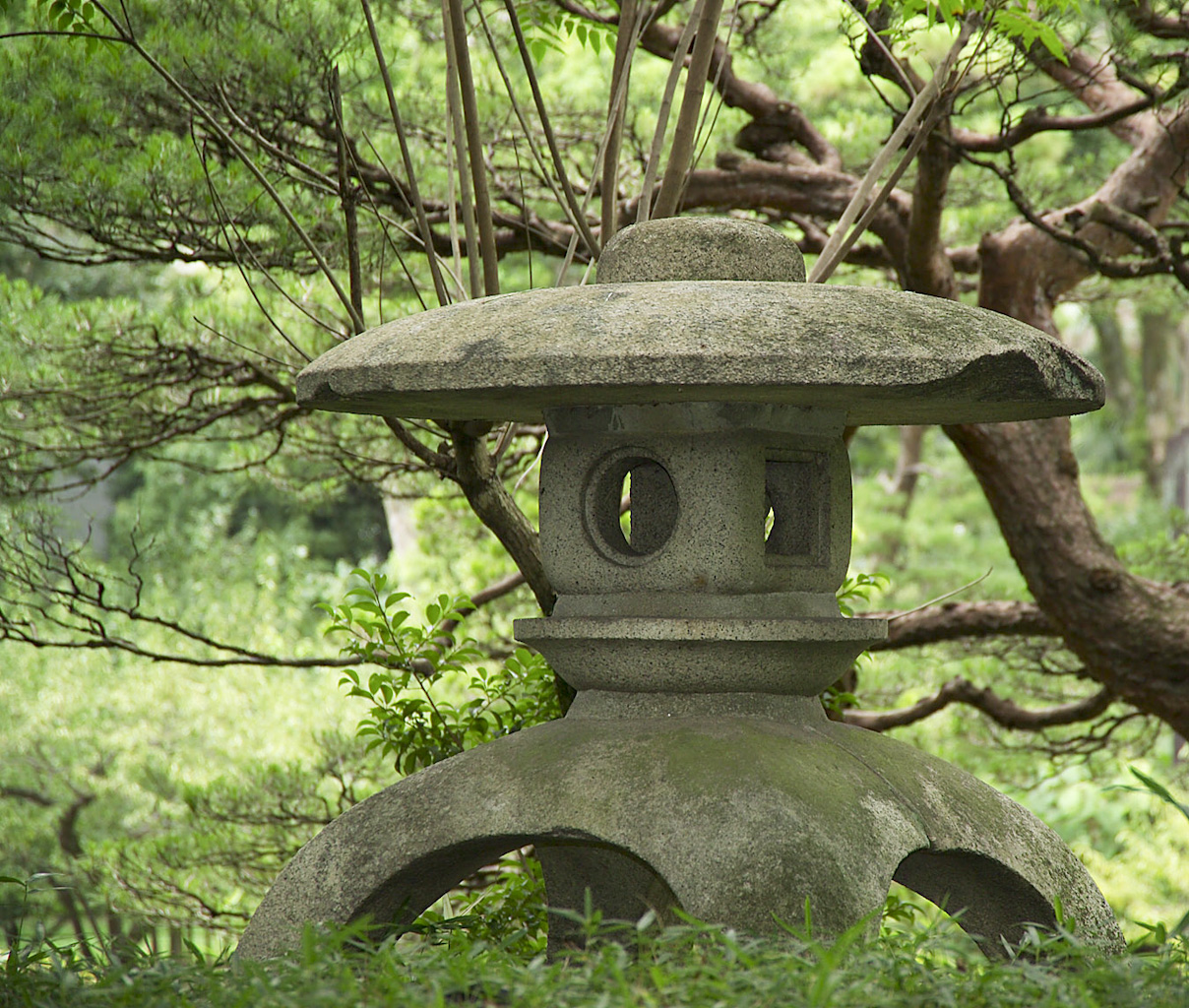
Viervoetige lantaarn in Shukkei-en in Hiroshima
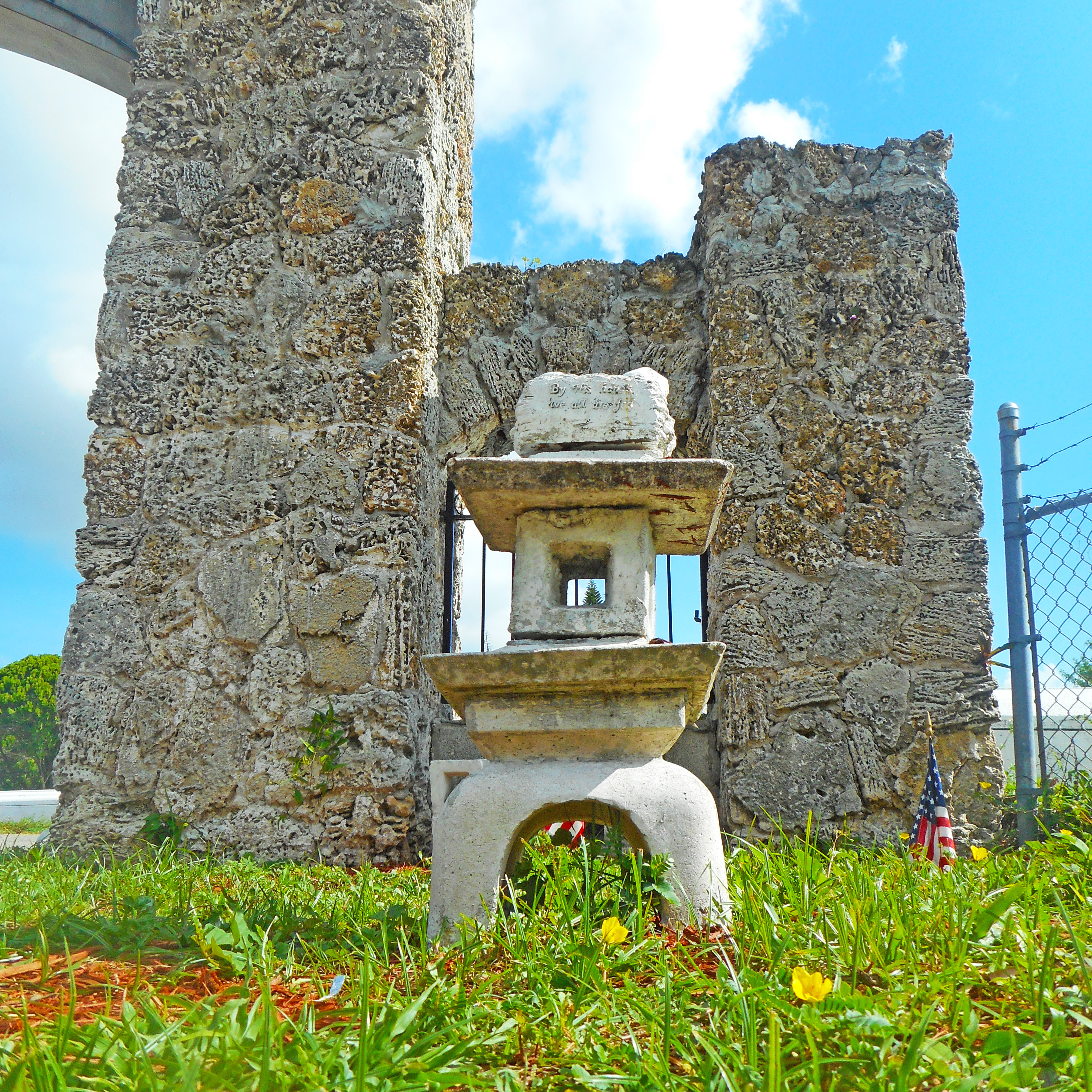
Lincoln Memorial Park-Entrance

## Oki-dōrō, zittende lantaarns
Oki-dōrō (置燈籠) is een pootloze, verplaatsbare stenen lantaarn (ishi-dōrō), bestaande uit een dak (kasa) en een vuurkamer (hibukuro), en soms met een middenplatform (chūdai), maar niet op een sokkel (kiso) en stam (sao). Het zijn lantaarns die bestaan uit een dak (kasa) en een lamphuis (hibukuro), en soms met een platform (chūdai), maar niet op een schacht of poten (sao) en sokkel (kiso). Ze worden vaak gebruikt rond huisingangen, langs paden en gebieden in de buurt van de waterkant of bij gebouwen. De kaap- en bal-lantaarnstijlen (Misaki tōrō, resp. Temari-dōrō) zijn voorbeelden van dit type.
Het wordt gebruikt voor het verlichten van paden en gebieden in de buurt van de waterkant of gebouwen. Oki-dōrō is een lantaarn die in het water of in de buurt van de waterkant geplaatst. Deze lantaarns kunnen duidelijk gezien worden vanaf rotsen of een boot, en boten gebruiken ze voor verlichting.
Hoewel er niet een bepaalde lantaarnstijl specifiek voor dit doel wordt gebruikt, is het steelgedeelte (sao) over het algemeen langer met platte in plaats van afgeronde zijkanten en is de paraplu iets breder dan normaal om het licht op het water te laten reflecteren. De term oki-dōrō kan daarom betrekking hebben op elke lantaarn in de buurt van water.
De kaaplantaarn (misaki tōrō) en bol-lantaarns (temari-dōrō) zijn voorbeelden van dit type okigata tōrō.

Oki-dōrō - verplaatsbare, zittende lantaarns
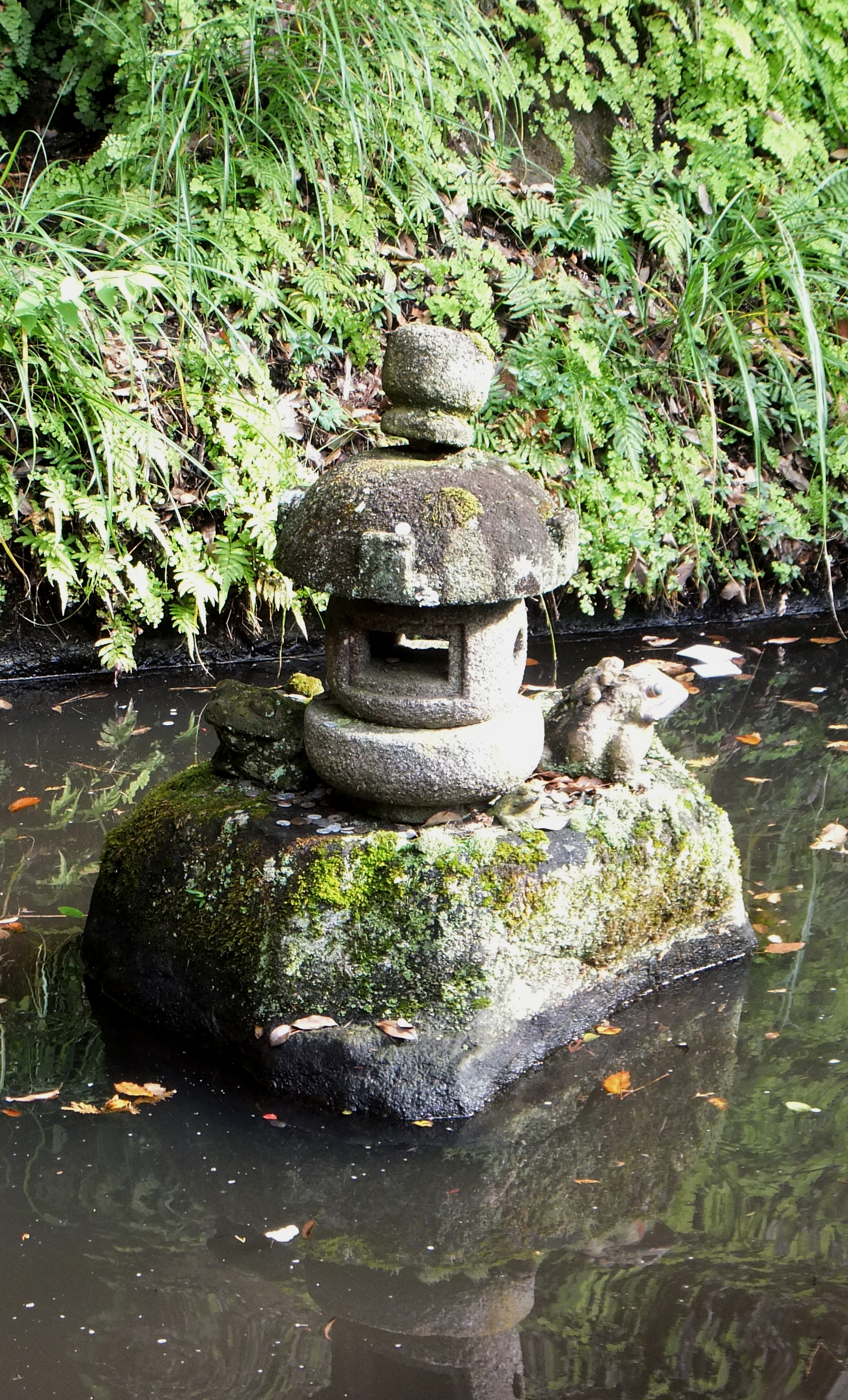
Lantaarn bij Zeniarai Benzaiten-schrijn
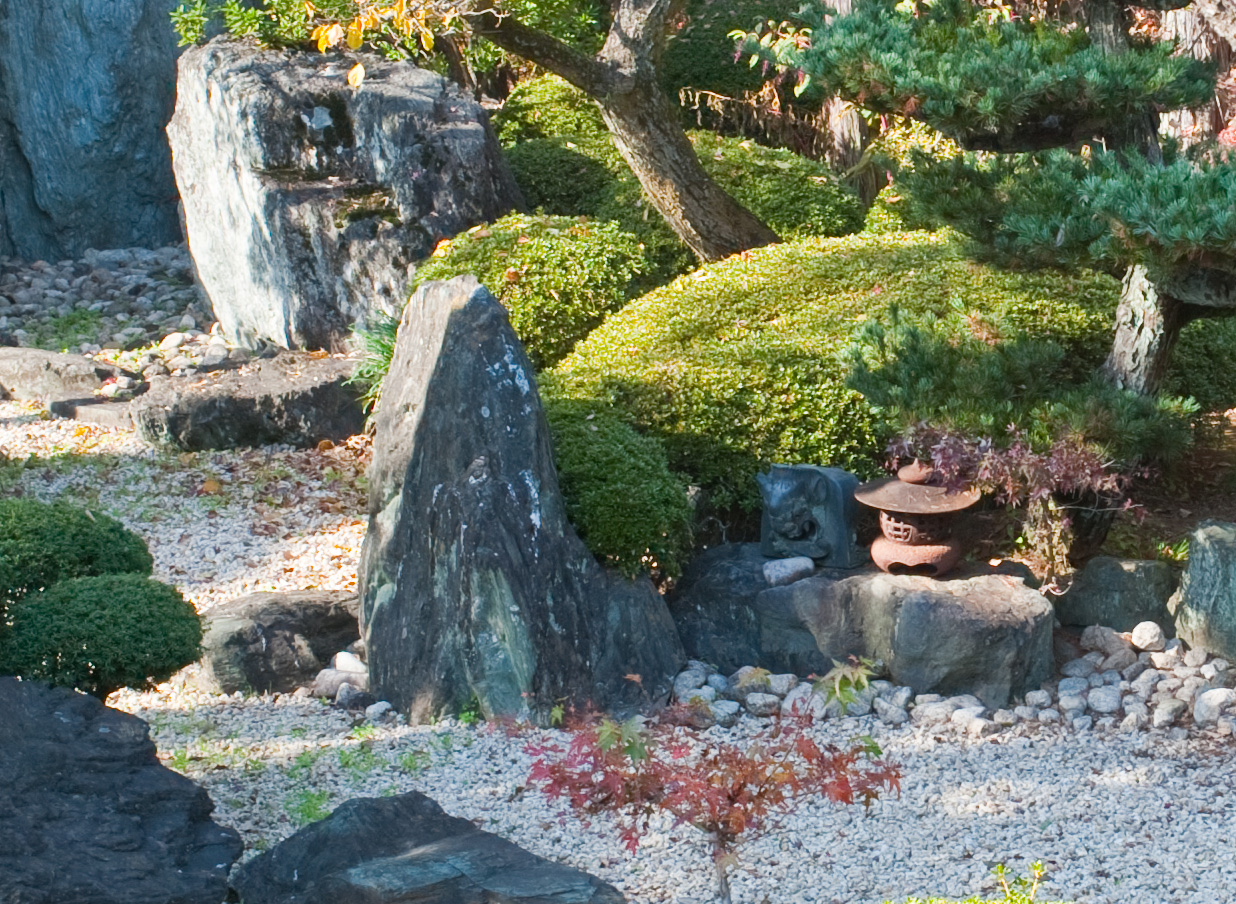
Kita-in Kawagoe, een oki-dōrō
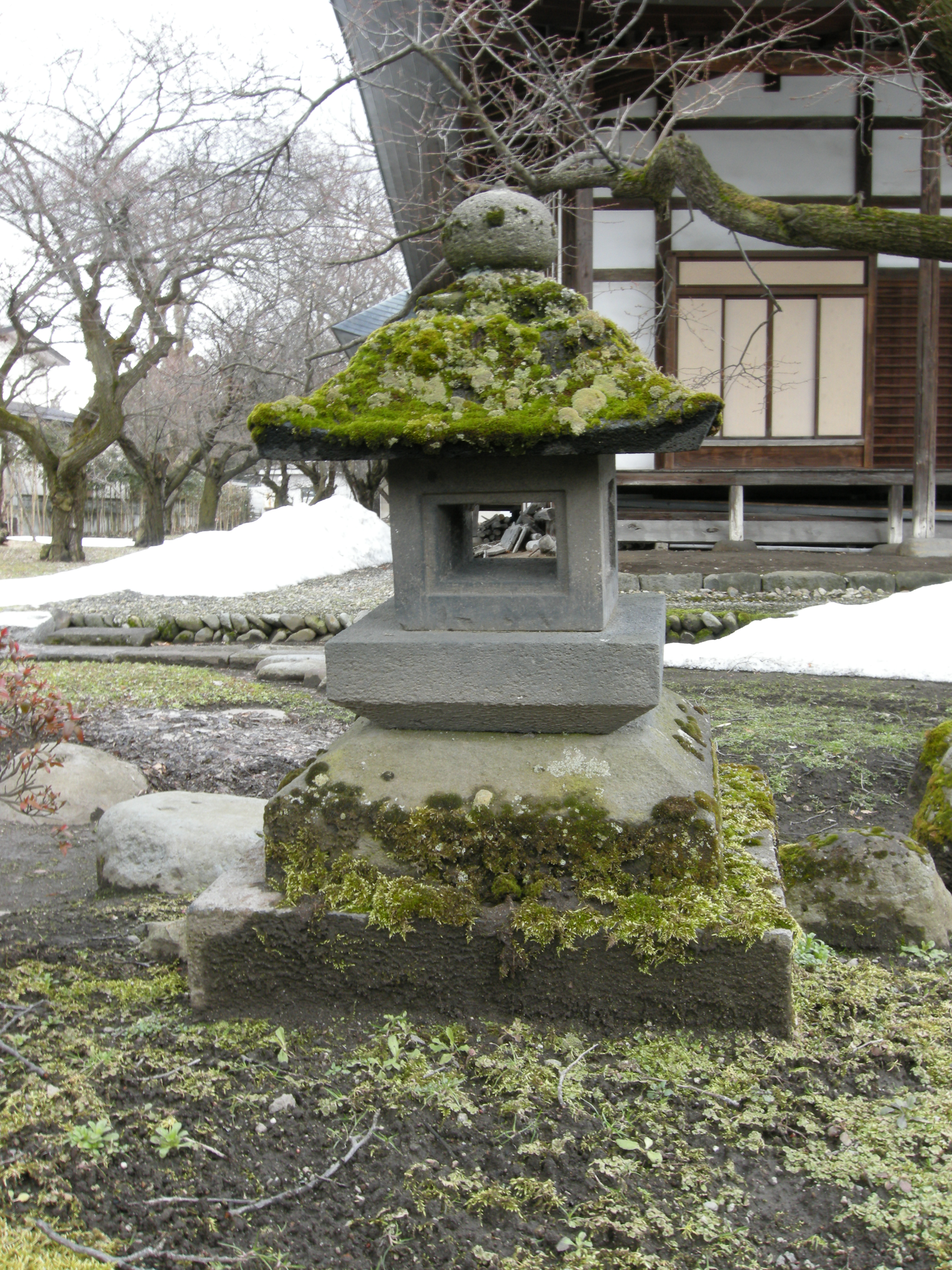
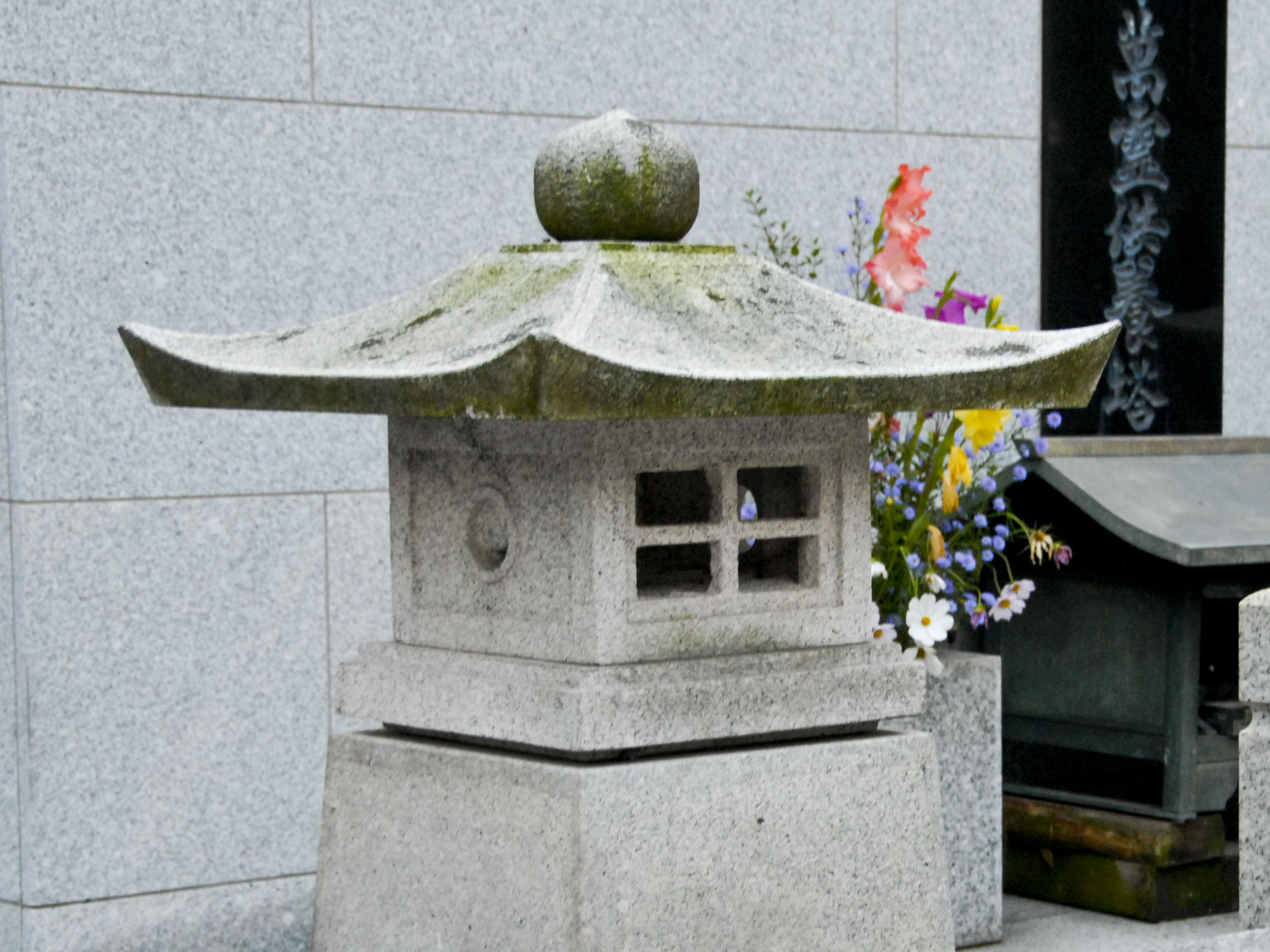
Oki-dōrō

Misaki tōrō, kaaplantaarnMisaki tōrō (岬燈籠) is een kaaplantaarn. Het is een stenen, meestal pootloze lantaarn (oki-dōrō) op de top van een rots of heuveltje (als een kaap of landtong) aan de rand van een vijver. Het werd oorspronkelijk nachts gebruikt voor de verlichting tijdens pleziervaarten.
Temari-dōrō, ballantaarnTemari-dōrō (手鞠燈籠) of bol-lantaarn is een type pootloze lantaarn (oki-dōrō), slechts bestaande uit onderdelen vanaf het platform (chūdai) omhoog. De naam komt van de gelijkenis van de vuurkamer (hibukuro) met een traditionele bal van opgewikkeld draad (temari). Het was populair in de Edo-periode.
Sankō-dōrō, doosvormige lantaarnSankō-dōrō (三光灯籠), 'drie-lichten lantaarn', is een kleine, verplaatsbare, rechthoekig doosvormige lantaarn met een laag dak. De binnenkant lijkt eruit geschept en is bedekt met een dak (kasa). Een zon en een maan zijn uitgesneden aan de twee lange zijden (nakaku) van de vuurkamer (hibukuro) en aan een van de kortere zijden is een stervormig venster (ensō) om de vlam aan te steken. Het dak (kasa), dat dient als de paraplu of dak en is afgeschuind. Deze lantaarn wordt meestal in de buurt van water geplaatst en is ontworpen om het voetpad te verlichten nadat hij de vijver was overgestoken en uit de boot was gestapt.

### Tsuri-dōrō, hangende metalen lantaarn
Tsuri-dōrō (釣灯籠) is de algemene term voor een hangende lantaarn, gemaakt van ijzer, brons of hout, met meestal een vierkante of zeshoekige omtrek.
Tsuri-dōrō werden via Korea vanuit China geïntroduceerd tijdens de Naraperiode en werden aanvankelijk gebruikt in keizerlijke paleizen en werden opgehangen aan de dakrand van paleisachtige woningen, tempels en heiligdommen, woonhuizen en gebouwen. Moderne tsuri-dōrō kunnen van kunststof zijn gemaakt en hebben elektrisch licht.

Tsuri-dōrō - hangende metalen lantaarns
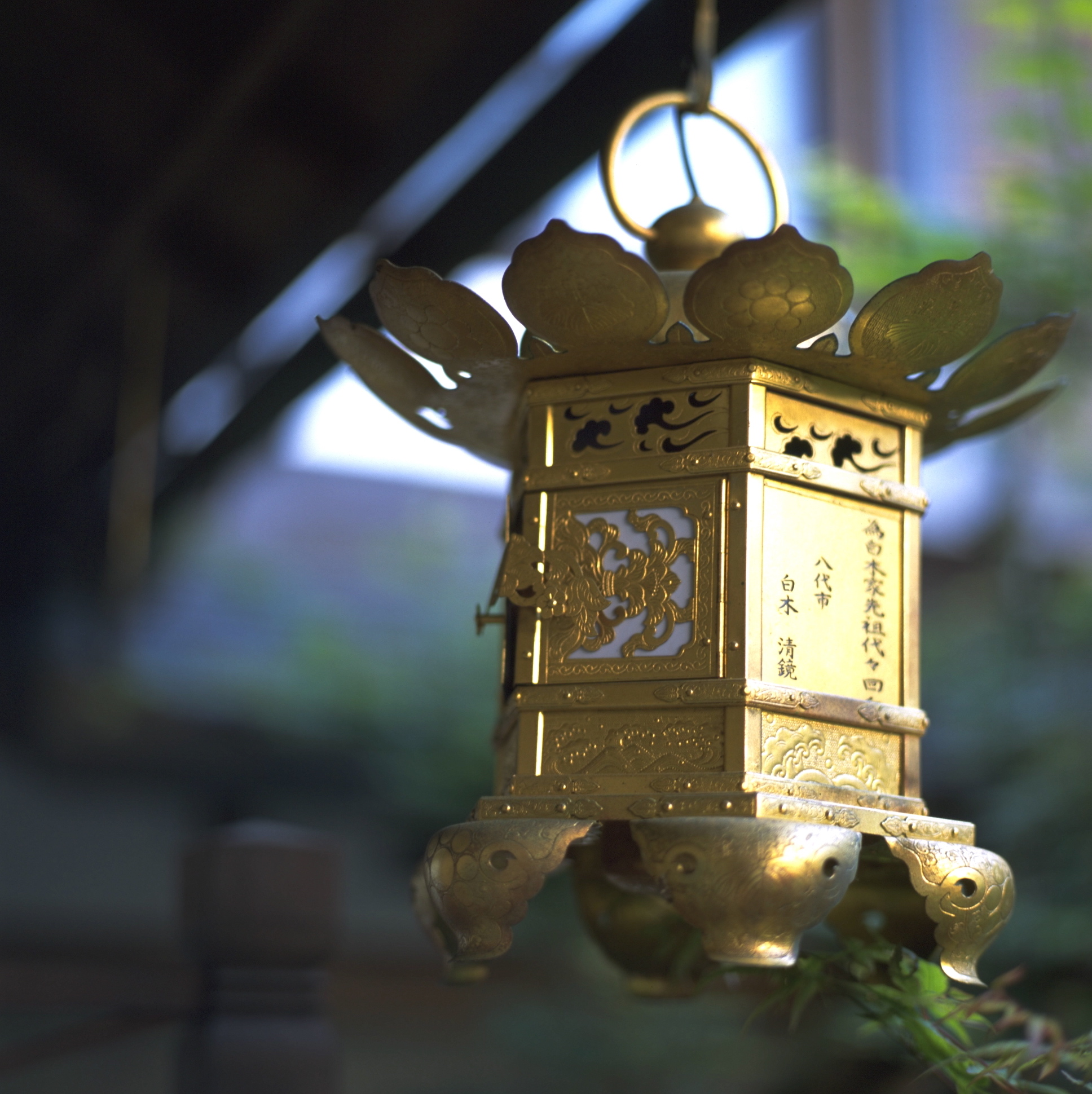
Een votief hangende lantaarn
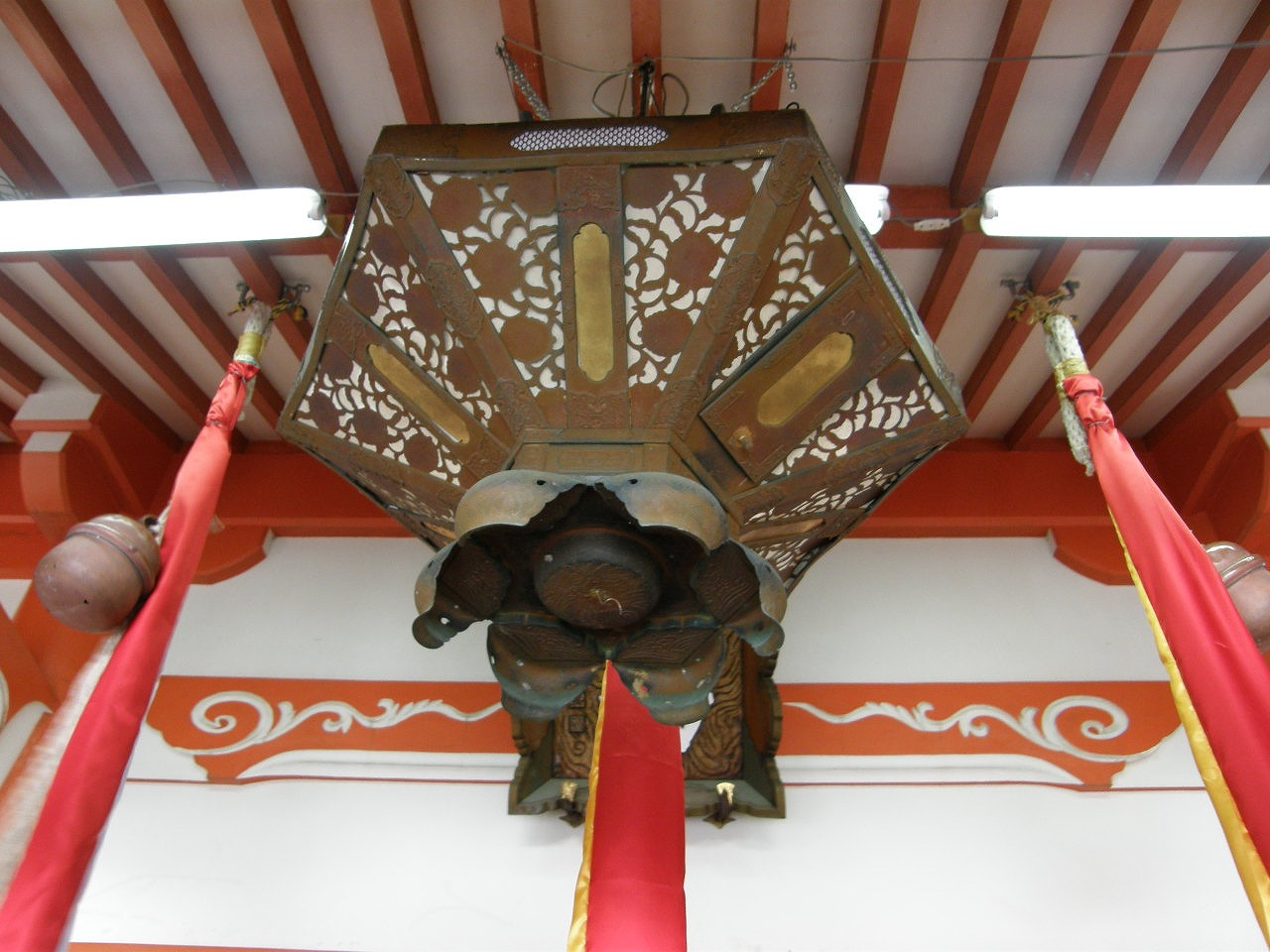
Zeshoekige hangende lantaarn
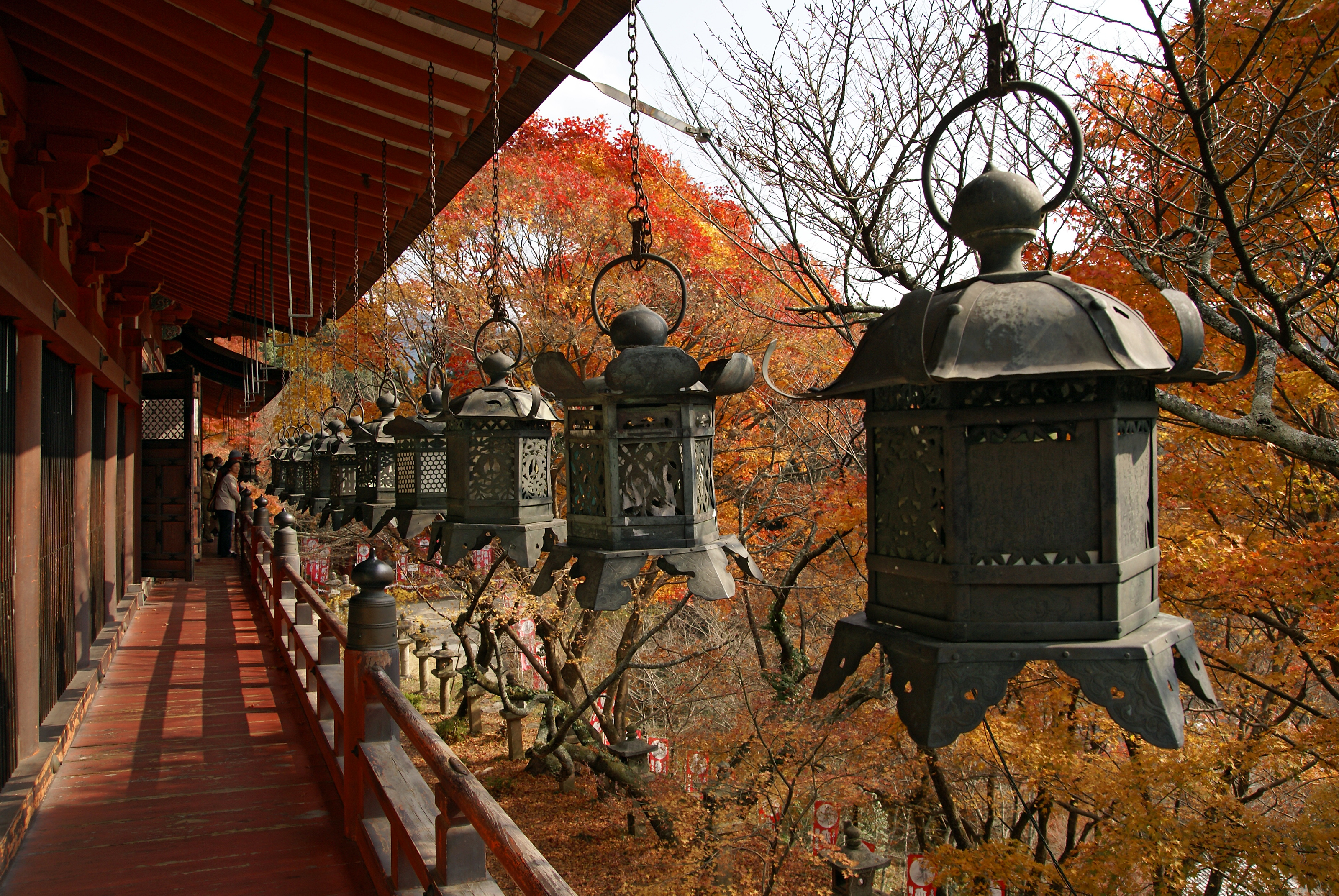
Tanzan Jinja in Sakurai, prefectuur Nara

## Diversen
Er worden nog verschillende lantaarns onderscheiden naar hun gebruik.
Zo is ashimoto tōrō (足許燈籠) (voetlantaarn) een kleine tuinlantaarn, die het pad bijlicht. Stijl en vorm zijn daarbij niet van belang. Het kan gaan om een ingegraven lantaarn of een lantaarn zonder paal. Ze worden gebruikt langs een pad, aan de waterkant, waar een bootje kan aanleggen, of bij de ingang van een gebouw.